# Estado de Palestina
Palestina (en árabe: فِلَسْطِين‎ Filasṭīnⓘ), oficialmente Estado de Palestina (en árabe: دَوْلَةُ فِلَسْطِين‎, Dawlat Filasṭín), es un país de Asia ubicado en la región de Oriente Próximo, más concretamente en el Levante mediterráneo, que consta de las regiones de Cisjordania y la Franja de Gaza, con Jerusalén Este como capital. Con una superficie de 6520 km², se organiza como una república presidencialista y consta de un total de dieciséis gobernaciones. Limita con Israel, Jordania al este, Egipto al sur y con la ribera sudoriental del mar Mediterráneo al oeste.
También considerado un protoestado, el Estado de Palestina tiene sus orígenes en la resolución 181 II de la Asamblea General de las Naciones Unidas, aprobada el 29 de noviembre de 1947, que establecía la partición en dos del mandato británico de Palestina: en un 56 % del territorio se crearía un Estado judío, que se convirtió en Israel, y un 42 % se asignaba a un Estado árabe, mientras que Jerusalén y Belén constituirían un corpus separatum. Sin embargo, los Estados árabes circundantes y el propio liderazgo palestino rechazaron el plan al considerarlo injusto, dado que los judíos eran tan solo un tercio de la población y poseían solamente el 6 % de las tierras, y así comenzó la guerra árabe-israelí de 1948 y, con ella, un lento período de construcción estatal palestina.
La guerra árabe-israelí de 1948 terminó con parte del territorio asignado al Estado árabe de Palestina integrado en Israel, y con la otra parte ocupada por las potencias árabes. También supuso la expulsión o huida de dos tercios de la población palestina en un proceso conocido como la Nakba. En la guerra de los Seis Días, Israel ocupó militarmente todos los territorios palestinos, situación que se ha prolongado hasta la actualidad. En 1974, la ONU reconoció a la Organización para la Liberación de Palestina (OLP) como única representante legal del pueblo palestino, y esta adoptó la declaración de independencia de Palestina en el exilio en Argel el 15 de noviembre de 1988. En 1994, conforme a los acuerdos de Oslo entre la OLP y el Gobierno de Israel, se estableció la Autoridad Nacional Palestina como una entidad administrativa transitoria, y el 29 de noviembre de 2012 la Asamblea General de las Naciones Unidas adoptó la Resolución 67/19 (proyecto de resolución A/67/L.28) en virtud de la cual concedió a Palestina la condición de «Estado observador no miembro» de la organización. Esta resolución supuso el reconocimiento de facto de Palestina como un Estado por parte de la ONU. Desde el 5 de febrero de 2025, 146 de los 193 Estados miembros de pleno derecho de las Naciones Unidas (el 75,65 %) han reconocido al Estado de Palestina, siendo México el último Estado en hacerlo.
Palestina forma parte de la Liga Árabe, la Organización para la Cooperación Islámica y de numerosas agencias internacionales como la OMS, Unesco, Interpol, FIFA, COI, Corte Penal Internacional o la Media Luna Roja. Con un 97,2 % en sus cerca de 5,5 millones de habitantes, Palestina es el segundo país árabe con mayor índice de alfabetización, solo por detrás de Catar. Su economía se basa principalmente en el sector servicios (47 %), el comercio (19 %) y la industria (12 %) y, si bien se ve fuertemente afectada por la ocupación israelí, recibe grandes cantidades de dinero de ayuda internacional al desarrollo. Su cultura es predominantemente árabe y musulmana, y también incorpora elementos culturales de otros pueblos que han habitado en la región: cananeos, egipcios, filisteos, hebreos, judíos, griegos y romanos, francos, otomanos o ingleses. Lugares de gran importancia para las grandes religiones monoteístas como la ciudad vieja de Jerusalén, la mezquita de Ibrahim en Hebrón o la basílica de la Natividad en Belén forman parte del rico bagaje cultural palestino.

## Historia

### La Palestina histórica

#### Origen del topónimo
El término "Palestina" proviene del antiguo pueblo de los filisteos, que se asentó en la zona conocida como Canaán en el siglo XII a. C., mencionados en la Biblia y otros textos antiguos, y al que los judíos aludían como «P'lishtim», los acadios «Palastu» y los egipcios «Palusata». Esta etnia, integrada por inmigrantes vinculados a los pueblos del mar (quizás de procedencia egea, aunque no es seguro) se asentó en esta zona durante la transición entre la Edad del Bronce y del Hierro; aproximadamente en el siglo XII a. C. Formaron una confederación de cinco ciudades (Pentápolis filistea) entre Jope y Gaza, adoptaron costumbres cananeas y se convirtieron en la potencia dominante de la región durante el siglo X a. C., reemplazando la hegemonía egipcia en la región. Merced a su uso del hierro, dominaron a las poblaciones del interior, las tribus hebreas, con las cuales libraron cruentas batallas. Esta enemistad quedó reflejada en la Biblia y transformó el término filisteo en una designación peyorativa.
Según el diccionario etimológico Douglas Harper, 

"la palabra "Palestina" proviene del latín Palestina (nombre de una provincia romana), y este del griego "Palaistine" (Herodoto), y este del hebreo P'lesheth (que significa Filistea, tierra de los filisteos)".

 A su vez, el origen de la palabra "filisteos" es, según la misma fuente: 

"Del francés antiguo (comienzos del s. XIV) "Philistin", y este del latín tardío "Philistinus", y este a su vez del griego tardío "Philistinoi" (plural), que a su vez deriva del hebreo "P'lishtim", que se traduce como "pueblo de P'lesheth" (Filistea). Puede compararse con el acadio "Palastu" o el egipcio "Palusata". La palabra probablemente hace alusión al nombre que el propio pueblo se daba a sí mismo."

### Antigüedad
La historiografía del territorio llamado Palestina está marcada en gran medida por dos factores relacionados que son las tradiciones religiosas y las disputas territoriales. Algunos autores, como Dever o Pfoh, sostienen que para evitar la lectura fundamentalista o nacionalista debe interpretarse de manera crítica la evidencia arqueológica y epigráfica utilizando los textos bíblicos con extrema cautela, dado su carácter secundario. Pfoh destaca que: "... la historia que obtendremos siguiendo esta metodología será bastante diferente de la que podemos leer en la narrativa bíblica, o incluso en ciertos estudios históricos modernos".
Uno de los antecedentes más remotos de asentamientos humanos en la región del levante mediterráneo corresponden a la Cultura Natufiense que tuvo presencia entre el 12 500–9500 a. C., extendiéndose por los actuales territorios de Siria, Jordania, Líbano, Israel y Palestina.
Los cananeos por su parte, serían los primeros habitantes históricos de la región, conocida entonces como Canaán (un término que aparece en documentos egipcios del Antiguo Imperio). Durante el III milenio a. C. los cananeos establecieron ciudades-estado, entre ellas Jericó, Megido y Hazor. Desarrollaron un alfabeto a partir del cual se derivaron otros sistemas de escritura; por otro lado, su religión tuvo una importante influencia en las creencias y prácticas del judaísmo, y, más tarde, en el cristianismo y el islamismo. En el siglo XIII a. C. o XII a. C. aparecieron en el territorio los filisteos, un pueblo ligado a las migraciones de los pueblos del mar, quienes se instalaron en la costa, la actual Franja de Gaza, formando una federación de cinco ciudades.
En la misma época aparecieron en la región interior las tribus hebreas, seminómadas y ganaderas emparentadas con los posteriores arameos, las cuales formaron una confederación que aparece testimoniada hacia el 1210 a. C. (estela de Merenptah). Según sus propios relatos, conservados en la Biblia y puestos por escrito siglos después, estas tribus habían sido oprimidas en Egipto hasta que el profeta Moisés, por orden de su dios Yavé, las liberase y condujera hasta Canaán. El lugarteniente y sucesor del Moisés, Josué, habría conquistado la mayor parte de Canaán, la "Tierra Prometida" por Yavé a los Patriarcas hebreos.
Estas tribus hebreas tenían el mismo origen que los cananeos y hablaban su mismo idioma, por lo que los investigadores se inclinan a considerarlas un emergente de las poblaciones locales que tomó el control del territorio a expensas de las ciudades estado al final de la edad de Bronce.
Los israelitas, una confederación de tribus hebreas, parecen haber controlado el territorio interior en torno al siglo XII a. C., pero no ocurrió lo mismo con los filisteos, que habrían establecido un estado propio en la costa meridional de Palestina y controlaban varias ciudades al norte y al este, pero siempre en la costa, quedando sus límites territoriales aproximadamente entre la franja terrestre de Gaza, Ascalón y Asdod. Con una organización militar superior y gracias al uso de armas de hierro, derrotaron severamente a los israelitas en torno al 1050 a. C. La amenaza filistea obligó a los israelitas a unirse y a establecer una monarquía. Según la Biblia, David, rey de Judá e Israel, derrotó a los filisteos poco después del año 1000 a. C.
La federación filistea perdió su autonomía temporalmente durante el siglo X a. C. bajo la hegemonía egipcia, y definitivamente tras la conquista asiria de 722 a. C. Nabucodonosor II devastó el territorio filisteo en 604 a. C. y, como el resto de Oriente Medio, cayeron en manos del imperio de Alejandro Magno. Para dicho momento, parece que los filisteos ya habían perdido buena parte de o prácticamente toda su identidad cultural. Con todo, el término Pəlešet (y posteriormente sus versiones griega; Παλαιστινή, Palaistinḗ y latina; Palæstina) siguió utilizándose como término geográfico, referido a un área cada vez más extensa, en la cual se solía incluir las ciudades de la costa además de Samaria y Judea.
La unidad de Israel y la debilidad de los imperios adyacentes permitió a David, según el relato bíblico, establecer un gran reino independiente, cuya capital fue Jerusalén. Bajo su hijo y sucesor, Salomón, Israel disfrutó de paz y prosperidad, pero a su muerte en el año 922 a. C. el reino fue dividido en dos: Israel, al norte, y Judá, al sur. Algunos autores como Finkelstein y Silberman, sin embargo, basándose en la interpretación de los restos arqueológicos y el estudio crítico de los textos bíblicos, consideran problemática esta reconstrucción de la historia de Israel. Sostienen que el reino de Israel, basado en las ciudades de la región central (la tribu de Efraím) surgió en torno al siglo IX a. C. y que Judá, el reino del sur, era un estado menor hasta la invasión asiria.
Cuando los imperios cercanos reanudaron su expansión, los israelitas, divididos, no pudieron mantener durante más tiempo su independencia. Israel cayó ante Asiria en los años 722 y 721 a. C., y Judá fue conquistado en el año 586 a. C. por Babilonia, que destruyó Jerusalén y exilió a gran parte de los judíos que la habitaban. Las tribus israelitas fueron deportadas y, según la Biblia, su lugar fue ocupado por una población extranjera; los samaritanos. Este pueblo, sin embargo, sostiene que es descendiente directo de los antiguos israelitas.
Los judíos deportados a Babilonia, sin embargo, mantuvieron su identidad nacional y religiosa en el exilio; algunos de sus mejores escritos teológicos y muchos libros históricos del Antiguo Testamento fueron escritos durante este periodo. El recuerdo de la tierra de Israel estaba patente en sus escritos. Cuando Ciro II el Grande de Persia conquistó Babilonia en el año 539 a. C. les permitió regresar al antiguo territorio. Bajo el dominio persa los judíos recibieron una considerable autonomía. Reconstruyeron las murallas de Jerusalén y codificaron la ley mosaica, la Torá, que se convirtió en el código de la vida social y la práctica religiosa.
A la dominación persa, le siguió el gobierno griego cuando Alejandro Magno conquistó la región en el 333 a. C.
Los sucesores de Alejandro, miembros de la dinastía Tolemaica de Egipto y de la Seléucida de Siria, continuaron gobernando la zona. Estos últimos intentaron imponer la cultura y religión helenística a la población. En el siglo II a. C., sin embargo, los judíos, dirigidos por la familia de los Macabeos, se rebelaron y organizaron un estado independiente (entre el 141 y el 60 a. C.) que sería llamado o conocido como el Reino Asmoneo hasta que Cneo Pompeyo Magno conquistó el Reino Asmoneo para Roma y la convirtió en una provincia gobernada por dirigentes judíos cambiando su nombre a Provincia de Judea. Durante el reinado del rey Herodes el Grande (desde el 37 hasta el 4 a. C.), nació Jesús de Nazaret, figura central del cristianismo.
Estallaron dos revueltas judías contra la dominación romana (del 66 al 73 d. C. y del año 132 al 135), pero fueron reprimidas. Después de la segunda, la destrucción de Jerusalén y la dura represión sobre los judíos provocó su diáspora hacia otros territorios. Según algunos autores el territorio de la provincia de Judea pasó a llamarse Palestina con el fin de desligar a los judíos del territorio. Prohibiéndoseles, además, entrar en la ciudad de Jerusalén que fue renombrada Aelia Capitolina.
La región, ahora conocida como Palestina, recibió una atención especial cuando el emperador romano Constantino I el Grande legalizó la actividad de la hasta entonces perseguida Iglesia cristiana en el año 313 a través del denominado Edicto de Milán. Su madre, Elena, visitó Jerusalén. Palestina, considerada la Tierra Santa, se convirtió en el centro de las peregrinaciones cristianas. La consecuencia de esto fue una época de prosperidad, seguridad y desarrollo de la actividad cultural. La mayor parte de la población se helenizó y cristianizó. No obstante, el gobierno bizantino fue interrumpido durante una breve ocupación persa (614-629) y finalizó por completo cuando los ejércitos musulmanes conquistaron Jerusalén en el año 638.

### Llegada de los árabes

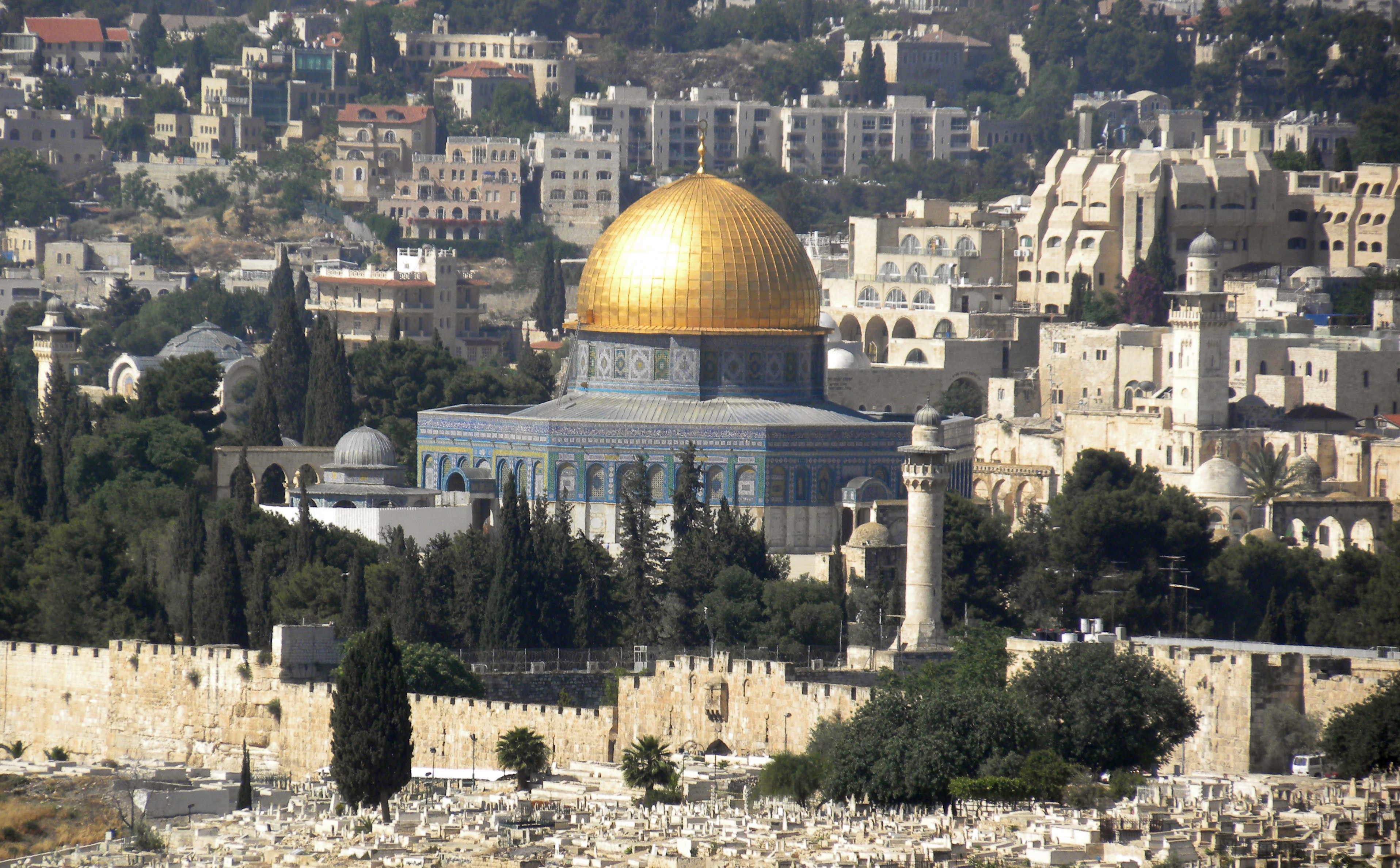
Jerusalén es ciudad santa para los judíos pero también para los musulmanes ya que la tradición sitúa aquí el punto donde Mahoma ascendió al cielo. En la imagen la Mezquita de la Roca que alberga el punto exacto.

La conquista árabe inició mil trescientos años de presencia musulmana en Palestina, un territorio sagrado para los musulmanes porque el profeta Mahoma había designado Jerusalén como la primera quibla, dirección hacia la que los musulmanes deben dirigir sus plegarias; si bien posteriormente y hasta la actualidad, la oración debe efectuarse con los fieles orientados hacia la ciudad de La Meca. Además se difundió la creencia de que el Profeta había ascendido al cielo en el Miraj, un viaje místico desde el lugar donde se alzó el templo de Salomón, en el cual más tarde se construyó la cúpula o Mezquita de la Roca. También cabe destacar que figuras bíblicas asociadas a la región de Palestina tienen consideración de profetas en el islam, como es el caso de David, Salomón, Abraham o Jesús. Jerusalén se convirtió así en la tercera ciudad sagrada del islam.
Los gobernantes musulmanes, en un principio, no obligaron a los habitantes locales a adoptar su religión; de hecho, pasó más de un siglo antes de que se convirtiera la mayoría al islamismo. Los cristianos y judíos eran considerados dhimmi (‘pueblos del Libro’). Se les concedió el control autónomo de sus comunidades y se les garantizó seguridad y posibilidad de profesar su culto a cambio de que pagaran un impuesto llamado yizia, un impuesto per cápita que los Estados musulmanes imponen a los ciudadanos no musulmanes que cumplen ciertos criterios.
La mayor parte de los habitantes terminaron adoptando la cultura árabe. Palestina se benefició del comercio entre los territorios musulmanes y de su trascendencia religiosa durante el gobierno de la primera dinastía musulmana, los Omeyas de Damasco. Cuando el califato pasó a manos de los Abasíes de Bagdad en el año 750, Palestina quedó olvidada. Sufrió desórdenes y la dominación sucesiva de los selyúcidas, los fatimíes, los mongoles y los cruzados europeos. Con todo, participó del esplendor de la civilización musulmana del momento, en concreto, en lo relativo a la ciencia, el arte, la filosofía y la literatura. Con posterioridad, Palestina decayó bajo el reinado de los mamelucos y comenzó su decadencia.

### Imperio otomano

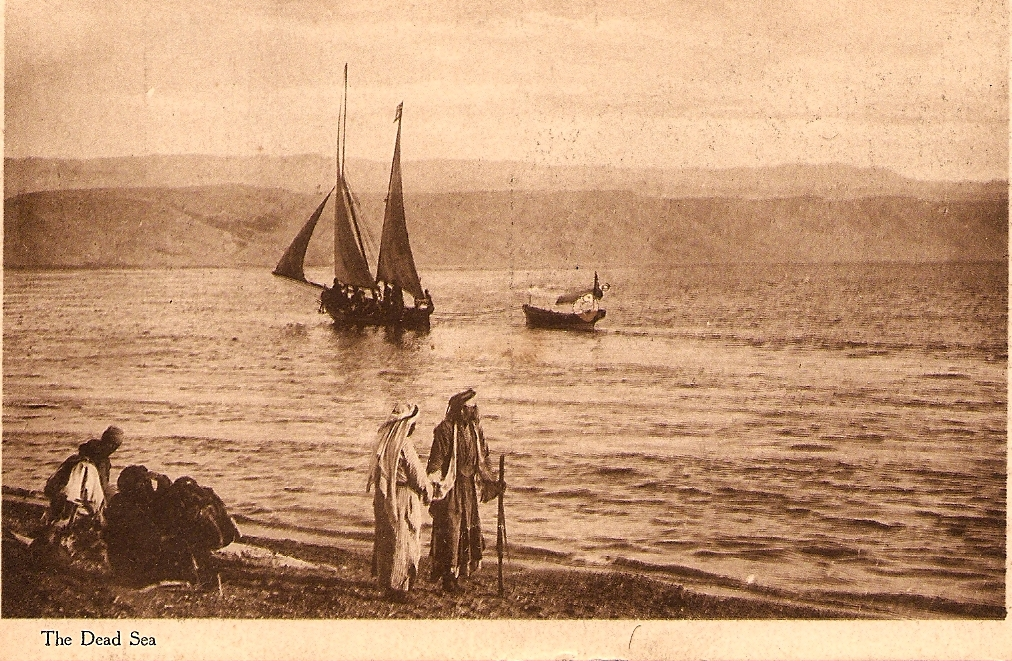
El Mar Muerto en los tiempos de dominación británica.

Los turcos otomanos de Asia Menor derrotaron a los mamelucos en 1517 y, con pocas interrupciones, gobernaron Palestina hasta 1917. El país quedó dividido en varios distritos (denominados sanjaks o sanjacados), como el de Jerusalén. La administración de estos distritos se confió en su mayor parte a los palestinos arabizados, descendientes de los cananeos y de los colonizadores posteriores. No obstante, las comunidades cristiana y judía recibieron una amplia autonomía. Palestina participó del esplendor del Imperio otomano durante el siglo XVI, pero perdió toda importancia con la decadencia de este en el siglo XVII —lo que afectó a la actividad económica en el territorio y provocó el consiguiente descenso demográfico—, que continuó hasta el siglo XIX. En esa época, las potencias europeas, en busca de materias primas y mercados, y llevadas también por intereses estratégicos, llegaron a Oriente Próximo, estimulando el desarrollo social y económico. Entre 1831 y 1840, Mehmet Alí, el virrey de Egipto, partidario de la modernización, expandió su área de influencia hasta Palestina. Sus reformas políticas supusieron la eliminación del orden feudal, el incremento de la agricultura y la mejora de la educación. El Imperio otomano reafirmó su autoridad en 1840 e instituyó sus propias reformas. A partir de 1880 colonos alemanes e inmigrantes judíos llevaron a la zona la maquinaria moderna y el capital que la región necesitaba urgentemente.
El auge del nacionalismo europeo durante el siglo XIX, y especialmente la intensificación del antisemitismo a partir de 1880, estimuló a los judíos europeos a buscar refugio en su "tierra prometida" (Eretz Israel). El escritor y periodista Theodor Herzl, autor de El estado judío (1896), fundó la Organización Sionista Mundial en 1897 para resolver el “problema judío” en Europa. Como resultado, la emigración judía a Palestina se incrementó de manera espectacular.
En 1880, los árabes palestinos constituían alrededor del 95 % de una población total de 450.000 habitantes. No obstante, algunos dirigentes palestinos reaccionaron con alarma ante la emigración, la compra de terreno y las reivindicaciones judías, y desde entonces se convirtieron en inexorables opositores al sionismo.

### Mandato británico

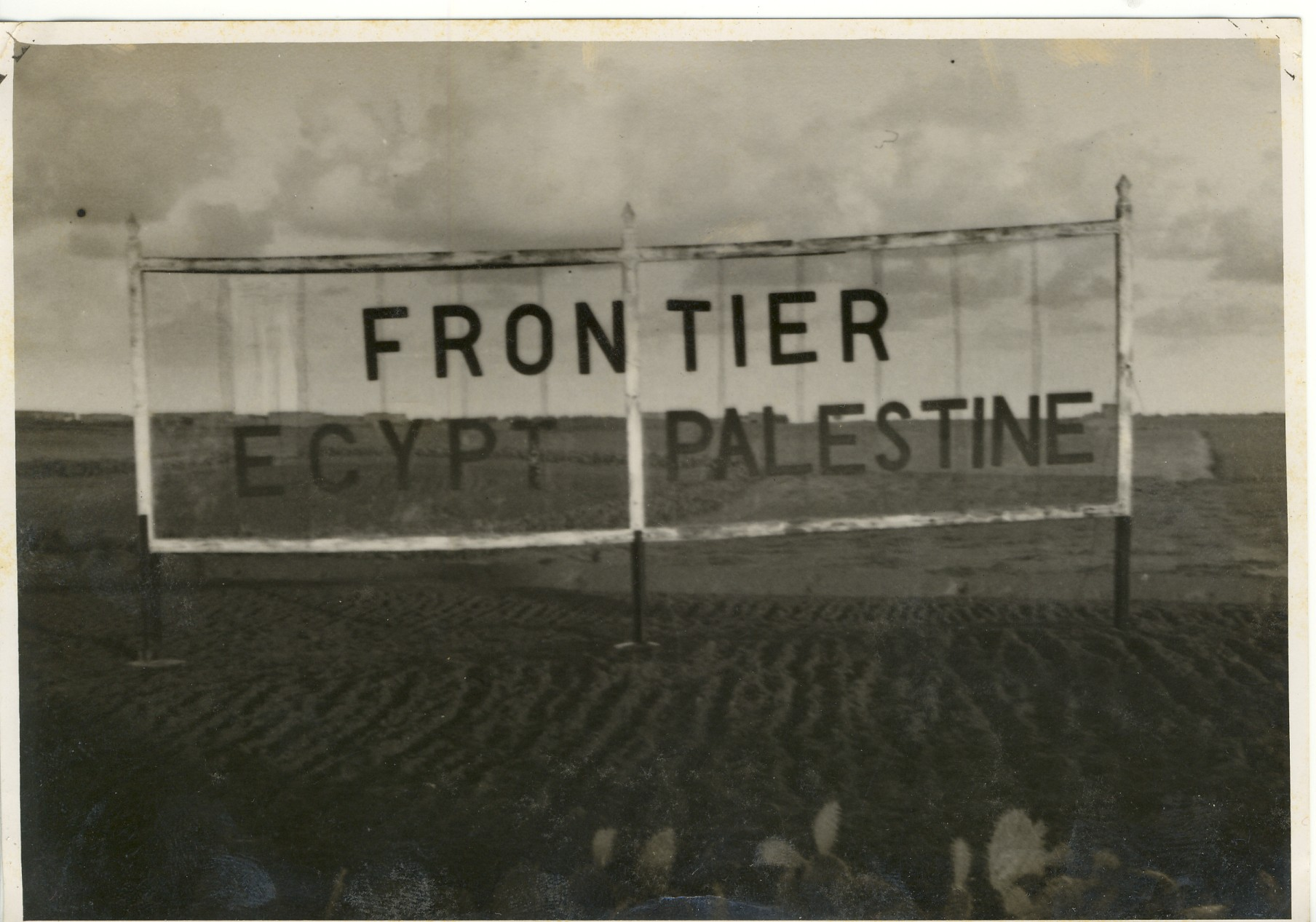
Frontera egipcio-palestina durante el dominio británico.

Bandera del Mandato Británico de Palestina (1927-1948).

La promesa que los británicos hicieron a los dirigentes árabes, en especial a través de la correspondencia mantenida (1915-1916) con Husein ibn Alí —gran jerife (perteneciente a la familia de Mahoma) de La Meca—, de conceder la independencia de sus territorios tras la conclusión de la Primera Guerra Mundial, permitió la expulsión de los turcos de Palestina entre 1917 y 1918. Los británicos, sin embargo, no mantuvieron sus promesas a los árabes. Así, en el tratado secreto Sykes-Picot firmado con Francia y Rusia en 1916, Gran Bretaña se comprometía a dividir y gobernar la región con sus aliados. Posteriormente, a través de la Declaración Balfour (1917), Gran Bretaña declaró que

El Gobierno de Su Majestad contempla favorablemente el establecimiento en Palestina de un hogar nacional para el pueblo judío y hará uso de sus mejores esfuerzos para facilitar la realización de este objetivo, quedando bien entendido que no se hará nada que pueda perjudicar los derechos civiles y religiosos de las comunidades no judías existentes en Palestina...

Esta declaración se incorporó posteriormente como promesa al mandato conferido a Gran Bretaña por la Sociedad de Naciones en 1922.
Durante su mandato (1922-1948) los británicos encontraron difícil reconciliar las promesas hechas a ambas comunidades. Las organizaciones sionistas mantuvieron la emigración judía a gran escala y algunos hablaron de la constitución de un Estado judío en toda Palestina. Además, otras declaraciones de potencias internacionales apoyaban la idea del reconocimiento del estado judío, entre ellas podemos citar la Declaración Cambon, emitida en 1917 por Francia, y una manifestación semejante también fue emitida por el Imperio Alemán, además, de forma paralela, para los años 1920/1930 el futuro estado judío ya disponía de importante infraestructura y desarrollo autónomo judío en Palestina. Esta actitud provocó el rechazo de los palestinos, temerosos de ser desposeídos de sus territorios por los sionistas, a pesar de que el mandato británico ya había dividido a Palestina en dos Estados, cediendo en el 70/80 % del territorio de Palestina al estado o Reino de Transjordania (actual Jordania), como una solución para la creación en Palestina de dos estados, uno judío y el otro árabe, y dejando el restante 20/30 % para la creación de un futuro estado judío. Aun así, los pobladores árabes, todavía una amplia mayoría de la población, no quedaron conforme con ello y se produjeron ataques antisemitas en Jerusalén (1920) y Jaffa (1921). Posteriormente, en 1922, a causa de la presión política que ejercían los árabes sobre el Reino Unido y los excesivos y contradictorios compromisos asumidos por Inglaterra con múltiples bandos —que muchas veces eran rivales entre sí— durante la Primera Guerra Mundial, una declaración británica rechazó las reivindicaciones sionistas sobre toda Palestina y limitó la inmigración judía, pero reafirmó el apoyo al “hogar nacional judío”. Los británicos propusieron establecer un consejo legislativo, pero los palestinos rechazaron este consejo por considerarlo contrario a sus intereses, fuertemente promovidos por el líder árabe Amin al-Husayni, Gran Mufti de Jerusalén y estableció conversaciones con Hitler en la Segunda Guerra Mundial.
Después de 1928, cuando la inmigración judía se incrementó ligeramente, la política británica a este respecto osciló bajo las conflictivas presiones árabe-judías. La afluencia de judíos procedentes de Europa central aumentó bruscamente tras la llegada del régimen nazi a Alemania en 1933; así, en 1935 casi 62 000 judíos entraron en el Mandato de Británico de Palestina. El temor a la dominación judía y la creación de un estado propio judío fue la principal causa de la revuelta árabe que estalló en 1936 y continuó intermitentemente hasta 1939. En esa época Gran Bretaña había restringido de nuevo la inmigración y la adquisición de tierras por parte de los judíos.

### Después de la Segunda Guerra Mundial
La lucha por el control de Palestina, que se mitigó durante la Segunda Guerra Mundial, se reanudó en 1945. El Holocausto despertó la simpatía mundial por los judíos europeos y por el sionismo, y, a pesar de que el Reino Unido aún rechazaba admitir a 100 000 judíos supervivientes en Palestina, muchas víctimas de los campos de concentración nazis consiguieron entrar ilegalmente. Varios planes para resolver el problema palestino fueron repudiados por ambas partes. Finalmente, los británicos declararon el Mandato impracticable y traspasaron el problema a la recién creada Organización de las Naciones Unidas en abril de 1947. Judíos y árabes se prepararon para un enfrentamiento.
Aunque los árabes superaban a los judíos en número (1 259 000 frente a 579 000 respectivamente), estos últimos estaban mejor preparados, habiendo desarrollado en los años precedentes las estructuras necesarias para alcanzar el umbral estatal. Los judíos tenían un gobierno semiautónomo, dirigido por David Ben Gurión, y una milicia bien entrenada y experimentada, la Haganá, mas con escaso y mediocre armamento, llegando al caso de tener un rifle por cada tres soldados. Los árabes, por otra parte, nunca se habían recobrado de la fallida revuelta ya que los intereses y aspiraciones propias los tenían fuertemente divididos, además de que la mayoría de sus dirigentes habían sido apresados, habían muerto en combate o se hallaban en el exilio. El muftí de Jerusalén, su principal portavoz, se negó a aceptar el plan de la ONU elaborado en noviembre de 1947 y que establecía la división de la zona en dos estados, uno árabe y otro judío, mientras que los judíos lo aceptaron. La lucha militar posterior sería conocida como la guerra árabe-israelí de 1948. En este conflicto, los intereses árabes fueron defendidos por organizaciones militares palestinas o por pequeños contingentes de países árabes de la zona, mientras que el recién creado Estado de Israel utilizó su ejército y sus grupos paramilitares. A pesar de tener una fuerza política y militar aparentemente mayor que los judíos palestinos, ya que disponían de fuerte armamento (disponiendo de aviones y vehículos de combate), especialmente las tropas de Transjordania y Egipto, la implicación de los países árabes fue simbólica y, en el caso de Transjordania, incluso pactó con Israel una división del Mandato británico de Palestina por la que Cisjordania quedaría en manos jordanas y la legión jordana no atacaría al Estado de Israel. Se impuso un parcial bloqueo internacional de venta de armamento militar hacía el nuevo estado judío, aunque Checoslovaquia fue el único país que aceptó vender armamento al Estado de Israel durante el conflicto. Los árabes palestinos fueron finalmente derrotados por el ejército israelí.

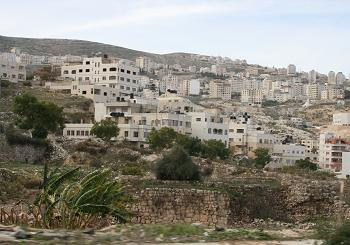
Vista de Nablus.

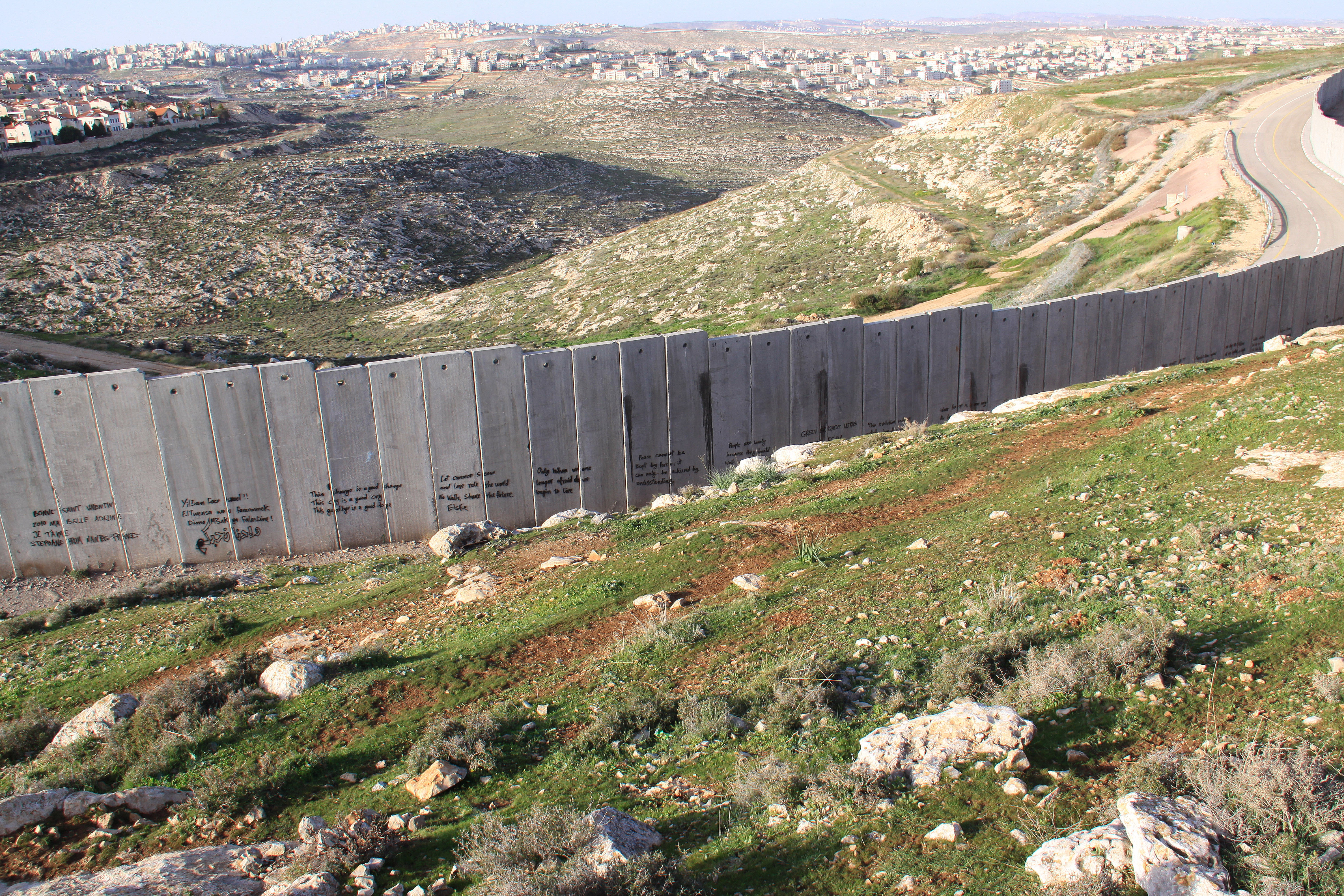
Muro israelí cerca de Ramala.

Al finalizar la guerra, y una vez firmados los acuerdos de armisticio con los diversos países con los que había combatido, Israel quedó en posesión del 78 % del antiguo Mandato británico de Palestina, mientras que Jordania ocupó Cisjordania (posteriormente se la anexionaría sin apenas reconocimiento internacional) y Egipto hizo lo propio con la Franja de Gaza. La guerra supuso la expulsión o el exilio de aproximadamente 780.000 árabes palestinos en lo que se ha dado en conocer como la Nakba. Estos refugiados escaparon a los países árabes vecinos, como Líbano o Jordania. Al término de la guerra, Israel negó a estos refugiados el derecho de retorno a los hogares que habían tenido que abandonar, mientras aprobaba la denominada Ley de Retorno que proporcionaba residencia y ciudadanía israelí a todos los judíos que emigrasen a Israel. Poco después nació la Agencia de Naciones Unidas para los Refugiados de Palestina en Oriente Medio, conocida comúnmente por las siglas UNRWA, que estableció numerosos campos de refugiados en Jordania, Líbano, Siria, Cisjordania y la Franja de Gaza destinados a dar apoyo a los refugiados palestinos de la guerra árabe-israelí de 1948. En cuanto a los palestinos que habían permanecido dentro de las recién creadas fronteras de Israel, se convirtieron en una minoría y fueron gobernados por una administración militar hasta 1966.

### Guerra de los Seis Días
Un año después, en 1967, Israel atacó simultáneamente a Egipto, Siria y Jordania en la guerra de los Seis Días y obtuvo una victoria aplastante, conquistando Cisjordania y Jerusalén Este de Jordania, los Altos del Golán de Siria y la Franja de Gaza y la península del Sinaí de Egipto. Salvo esta última, que fue devuelta a Egipto tras los Acuerdos de paz de Camp David en 1978, el resto siguen a día de hoy bajo un régimen de ocupación israelí declarado ilegal por la ONU en numerosas resoluciones.

### Años 1990
En 1993, tras décadas de conflictos violentos entre palestinos e israelíes, los dirigentes de cada bando aceptaron la firma de un histórico acuerdo de paz. Yasir Arafat, dirigente de la Organización para la Liberación de Palestina, y el primer ministro israelí Isaac Rabin se reunieron en los Estados Unidos el 13 de septiembre de 1993, para firmar el acuerdo de paz para la región. El plan contemplaba la autonomía de los territorios ocupados por Israel, que debía iniciarse en la Franja de Gaza y Jericó. La administración palestina sobre parte de estas áreas comenzó en mayo de 1994.
Las elecciones celebradas en los territorios autónomos palestinos reafirmaron la dirección de Yasir Arafat y de la OLP, pero las actitudes intransigentes de extremistas judíos (como las que llevaron al asesinato del primer ministro israelí Isaac Rabin en noviembre de 1995) y del grupo palestino Hamás (que llevó a cabo atentados terroristas indiscriminados en las principales ciudades de Israel) pusieron varias veces en peligro todo lo acordado en ese primer tratado de paz global y todos los que le siguieron.

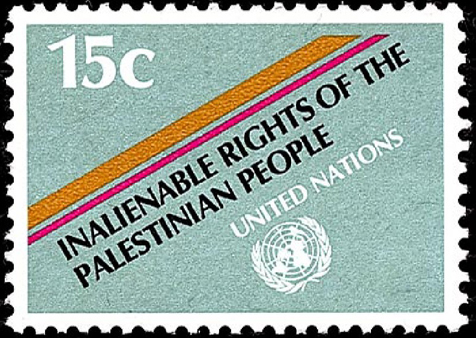
Sello postal de la Autoridad Nacional Palestina.

En ese contexto de avance hacia la plena pacificación de la región, a finales de octubre de 1999 se discutió la posibilidad de que los territorios palestinos de Gaza y Cisjordania quedasen unidos a través de una carretera de 44 kilómetros de longitud que atravesaría territorio israelí desde el paso de Erez (al norte de la Franja de Gaza) hasta la ciudad de Tarqumiyah (en Cisjordania). La carretera se llegó a abrir y conectó ambos territorios durante aproximadamente un año, hasta que fue de nuevo cerrada tras el estallido de la Segunda Intifada.

### SigloXXI
Entre agosto y septiembre de 2005, en virtud del denominado Plan de Desconexión promovido por el gobierno de Ariel Sharón, Israel desmanteló los asentamientos de la Franja de Gaza y procedió a la retirada de todos sus efectivos militares; se ponía así fin a una situación que perduraba desde la guerra de los Seis Días. La Franja de Gaza pasó a depender de la ANP, aunque Israel conservó el control de las aguas jurisdiccionales, del espacio aéreo y de las fronteras, y por ello la comunidad internacional sigue considerando a la Franja de Gaza como territorio ocupado.
El 29 de enero de 2019, el primer ministro Rami Al-Hamdallah, junto con su gobierno de unidad, renunció ante el presidente Mahmoud Abbas, quien aceptó la misma indicando la pronta formación de un nuevo gobierno. El 13 de abril, Mohammad Shtayyeh asumió como nuevo gobernante, cargo que dejó el 26 de febrero de 2024 para facilitar un gobierno de unidad en Palestina.
Después de 15 años de gobernar ininterrumpidamente sin elecciones democráticas, las primeras elecciones parlamentarias y presidenciales desde 2006 estaban previstas para mayo y julio de 2021, pero en abril de 2021 el presidente Mahmoud Abbas volvió a posponerlas, tanto las legislativas como las presidenciales. Hamás se pronunció en contra de la decisión de posponerlas y aseguró que el líder palestino utiliza la cuestión de Jerusalén como excusa para evitar unas elecciones que un Fatah dividido podría perder frente a Hamás.

## Reconocimiento internacional

Reconocimiento de Palestina como estado:
Palestina.
Países que reconocen a Palestina.
Países que no reconocen a Palestina.

El Estado de Palestina carece de independencia de facto. Su extensión geográfica se identifica generalmente con los Territorios Palestinos, cuyos límites son motivo de disputa con Israel, si bien la Organización de Naciones Unidas reconoce las fronteras de 1967 previas a la guerra de los Seis Días.
En 1974 la Asamblea General de la ONU reconoció a la OLP como representante del pueblo palestino, otorgándole la condición de observadora. Ha podido desde entonces participar en todos los trabajos de la Asamblea y en las conferencias internacionales convocadas por la ONU, y desde 1976, ha sido invitada regularmente por el Consejo de Seguridad a participar en sus deliberaciones sobre la situación en el Oriente medio, la cuestión de Palestina y asuntos conexos. Desde el 15 de diciembre de 1988, la ONU utiliza el término «Palestina» en lugar de «Organización para la Liberación de Palestina» (OLP) en su organización, sus agencias y sus organismos afiliados.
El Estado palestino fue reconocido como tal por 94 países tras su proclamación en 1988, y para enero de 2012, 130 países miembros de la ONU lo habían reconocido formalmente. Existen sin embargo diversos estatus de reconocimiento que la nación palestina ha ido alcanzando a lo largo de los años. Desde el 5 de febrero de 2025, 146 de los 193 Estados miembros de pleno derecho de las Naciones Unidas (el 75,65 %) han reconocido al Estado de Palestina, siendo México el último Estado en hacerlo.
Entre las principales potencias mundiales, los Estados Unidos no reconocen aún a Palestina como un Estado independiente, pero sí afirman que dicho reconocimiento deberá ser la consecuencia final de las conversaciones de paz que, bajo su patrocinio, vienen sosteniéndose desde hace muchos años con el Estado de Israel. Consideran a la Autoridad Nacional Palestina como un interlocutor válido que representa los intereses de la Nación Palestina, y otorgan a sus representantes un estatus diplomático especial.
La Unión Europea manifestó, en 2010, que reconocería al Estado Palestino cuando llegase «el momento oportuno», adoptando en un primer tiempo una posición similar a la estadounidense, pero en diciembre de 2014 aprobó apoyar su reconocimiento y animó a la jefa de la diplomacia europea a promover dicho reconocimiento en todos los Estados de la Unión.
Al margen de estas posiciones intermedias, la mayor parte de naciones del orbe sí han reconocido oficialmente a Palestina como un Estado independiente, como ocurre con gran parte de los países árabes y africanos, así como algunos de Europa del este y de Asia.

Votación de la Asamblea General de las Naciones Unidas para reconocer a Palestina como estado observador no miembro:
A favor
En contra
Abstención
Ausente

Desde diciembre de 2010, diversos gobiernos latinoamericanos emitieron una serie de pronunciamientos reconociendo oficialmente a Palestina como un Estado. Así, los gobiernos de Argentina, Costa Rica, Brasil, Paraguay, Surinam, Uruguay y Honduras han reconocido a Palestina como Estado libre e independiente con las fronteras definidas antes de 1967, como lo han hecho los países que integran el ALBA (Antigua y Barbuda, Bolivia, Cuba, Dominica, Ecuador, Nicaragua, San Vicente y las Granadinas, Venezuela). Por su parte, los gobiernos de Chile, Perú y El Salvador también han efectuado este reconocimiento, aunque sin realizar precisión alguna sobre las fronteras que deberían regir al nuevo Estado. Adicionalmente, México mantiene relaciones “de representación” con Palestina.
El 31 de octubre de 2011, la Asamblea General de la Unesco admitió en su seno a Palestina como Estado miembro. 107 de los 194 Estados miembros de la organización de la ONU votaron a favor, 14 en contra y 52 se abstuvieron. Votaron en contra, entre otros, Israel y Estados Unidos, además de Canadá y República Checa. Los Estados Unidos, el mayor contribuyente de la Unesco, anunciaron que dejaban de contribuir al presupuesto de la organización, dado que una ley federal prohíbe financiar a las agencias de la ONU que reconozcan a Palestina como Estado. Este hecho equivale a la reducción del presupuesto de la organización en un 22 %. En enero de 2015 el Secretario General de la ONU, Ban Ki-moon, confirmó que Palestina se unirá a la Corte Penal Internacional (CPI) el 1 de abril de dicho año como Estado miembro pleno.
El 29 de noviembre de 2012 la Asamblea General de la ONU aprobó la Resolución 67/19 mediante la cual se acordaba el ingreso de Palestina como «Estado observador no miembro» con las fronteras definidas antes de 1967 con 138 votos a favor, 41 abstenciones y 9 en contra. Los 9 votantes en contra fueron Estados Unidos, Canadá, Israel, República Checa, Panamá, Palaos, Estados Federados de Micronesia, Nauru y las islas Marshall. Casi la totalidad de América Latina votó a favor, excepto Panamá que votó en contra y Colombia, Guatemala y Paraguay que se abstuvieron de votar, África, Asia, además de la mayoría de los países europeos como España, Francia, Italia y Rusia votaron a favor. El Reino Unido, Australia y Alemania se abstuvieron en la votación. Su gobierno afirmó apoyar la solución de dos estados. El Parlamento británico aprobó el 13 de octubre de 2014 una resolución no vinculante –apoyada por 274 diputados frente a 12 votos en contra— que pedía por primera vez al Gobierno que reconozca el Estado palestino. La resolución 67/19 de la ONU, copatrocinada por 60 países, instó a reanudar las negociaciones por la paz y se pronunció «a favor de los derechos inalienables del pueblo palestino y pugna por el fin de la ocupación iniciada en 1967 y por un Estado palestino independiente, soberano, democrático y contiguo con las fronteras definidas antes de 1967». La resolución también expresó su esperanza por una solución de dos Estados conviviendo en condiciones de paz y seguridad y la «esperanza de que el Consejo de Seguridad considere favorable la solicitud presentada el 23 de septiembre de 2011 por Palestina para su admisión a la ONU como Estado de pleno derecho». El secretario general, Ban Ki-moon, reclamó el derecho legítimo de los palestinos a tener un Estado independiente y el de Israel a vivir en paz y seguridad.
Al mes siguiente, en diciembre de 2012, la ONU sustituyó el nombre de «Palestina» por el de «Estado de Palestina», reconociendo implícitamente a Mahmud Abbas como presidente del nuevo Estado. En consonancia con la terminología adoptada por las Naciones Unidas, un decreto promulgado el 5 de enero de 2013 por el presidente palestino sustituyó oficialmente el nombre de «Autoridad Nacional Palestina» por «Estado de Palestina».
El 29 de octubre de 2014, Suecia reconoció a Palestina como Estado, poco después de que el Parlamento británico y el Senado irlandés pidieran a sus Ejecutivos que la reconociesen oficialmente. Suecia fue el tercer país de la UE en reconocer oficialmente al Estado de Palestina, después de Malta y Chipre. El 18 de noviembre de 2014, las Cortes Generales de España aprobaron con 319 a favor, una abstención y dos en contra, una proposición no de ley por la que se instaba al Gobierno a reconocer a Palestina como Estado independiente y soberano. El 2 de diciembre de 2014 la Asamblea Nacional Francesa aprobó, con 339 votos a favor, 131 en contra y 16 abstenciones, una resolución que invita a su gobierno a reconocer el Estado Palestino. El 13 de mayo de 2015, la Santa Sede reconoció al Estado de Palestina y expresó su apoyo a la política de los dos Estados, Israel y Palestina, conviviendo en paz y seguridad. en diciembre de 2015 el Parlamento griego aprobó una resolución que insta al Gobierno al reconocimiento de Palestina como Estado. El 3 de agosto de 2018 Colombia reconoció a Palestina como un estado soberano, movimiento seguido por San Cristóbal y Nieves el 30 de julio de 2019. Cuatro naciones caribeñas reconocieron a Palestina entre abril y mayo de 2024: Barbados, Jamaica, Trinidad y Tobago y Bahamas. A finales de mayo de ese mismo año, tres países europeos sumaron su reconocimiento al Estado de Palestina: Noruega, Irlanda y España. Los tres lo reconocieron expresamente en las «fronteras de 1967», es decir, incluyendo los territorios de Cisjordania y la Franja de Gaza y con Jerusalén Este como capital. Poco después se les sumarían Eslovenia y Armenia.

## Gobierno y política
La Ley Básica palestina de 2003, enmendada en 2005, define el marco legal y constitucional del sistema gobernativo palestino a la espera de que se constituya el Estado de Palestina. Fue elaborada a partir de un borrador redactado por el Consejo Legislativo Palestino en 1997 y promulgado en 2002 tras su aprobación por Yasir Arafat, entonces Presidente de la ANP. Define el gobierno de Palestina como una democracia parlamentaria basada en el pluralismo político, la primacía del derecho y la separación de poderes.

### Organización para la Liberación de Palestina
Desde su creación en 1964, la Organización para la Liberación de Palestina (OLP) ha sido el organismo representativo del pueblo palestino de los Territorios Ocupados, de los campos de refugiados en los países árabes y de la diáspora. Es un amplio frente nacional compuesto de numerosas organizaciones políticas, de organizaciones civiles y de personalidades independientes de todos los sectores de la sociedad palestina. Los grupos islámicos no participan en la OLP que siempre ha mantenido las actividades políticas separadas de las religiosas. Desde 1974, la OLP desempeña un papel diplomático fundamental: es el representante legítimo de Palestina ante las Naciones Unidas, el Movimiento de Países No Alineados, la Organización de la Conferencia Islámica y muchos otros foros internacionales.
Los órganos directivos de la OLP son:
- El Consejo Nacional Palestino
- El Consejo Central
- El Comité Ejecutivo

La OLP ha actuado de gobierno en el exilio de los palestinos hasta la constitución de la Autoridad Nacional Palestina en 1994, el primer órgano gobernativo de Palestina. Tras las primeras elecciones generales celebradas en enero de 1996 en los territorios palestinos, Jerusalén incluida, la OLP ha obrado a favor del establecimiento y reforzamiento de la ANP, y por lo tanto va cediéndole paulatinamente responsabilidades. Estas estructuras gobernativas se encuentran en remodelación para adaptarse a la creación de un verdadero Estado.

### Autoridad Nacional Palestina
La creación de la Autoridad Nacional Palestina (ANP) en el marco de los Acuerdos de Oslo en 1993 marcó el inicio del desarrollo institucional de Palestina. La ANP fue establecida entonces como el representante ejecutivo de la OLP, y sus normas de funcionamiento y el ámbito de su autoridad fueron definidos en la Declaración de Principios sobre el Autogobierno Interino (Declaration of Principles on Interim Self-Government, o DOP), firmada en Washington en septiembre de 1993, hasta que su estatus final se definiera en un acuerdo de paz definitivo con Israel. Esta declaración define el dominio geográfico de la ANP y su organización administrativa, estructurada en dos cuerpos: el Consejo Legislativo Palestino (Palestinian Legislative Council, o PLC) y el Consejo de Ministros. La ANP adoptó por decreto el nombre de Estado de Palestina a principios de enero de 2013.

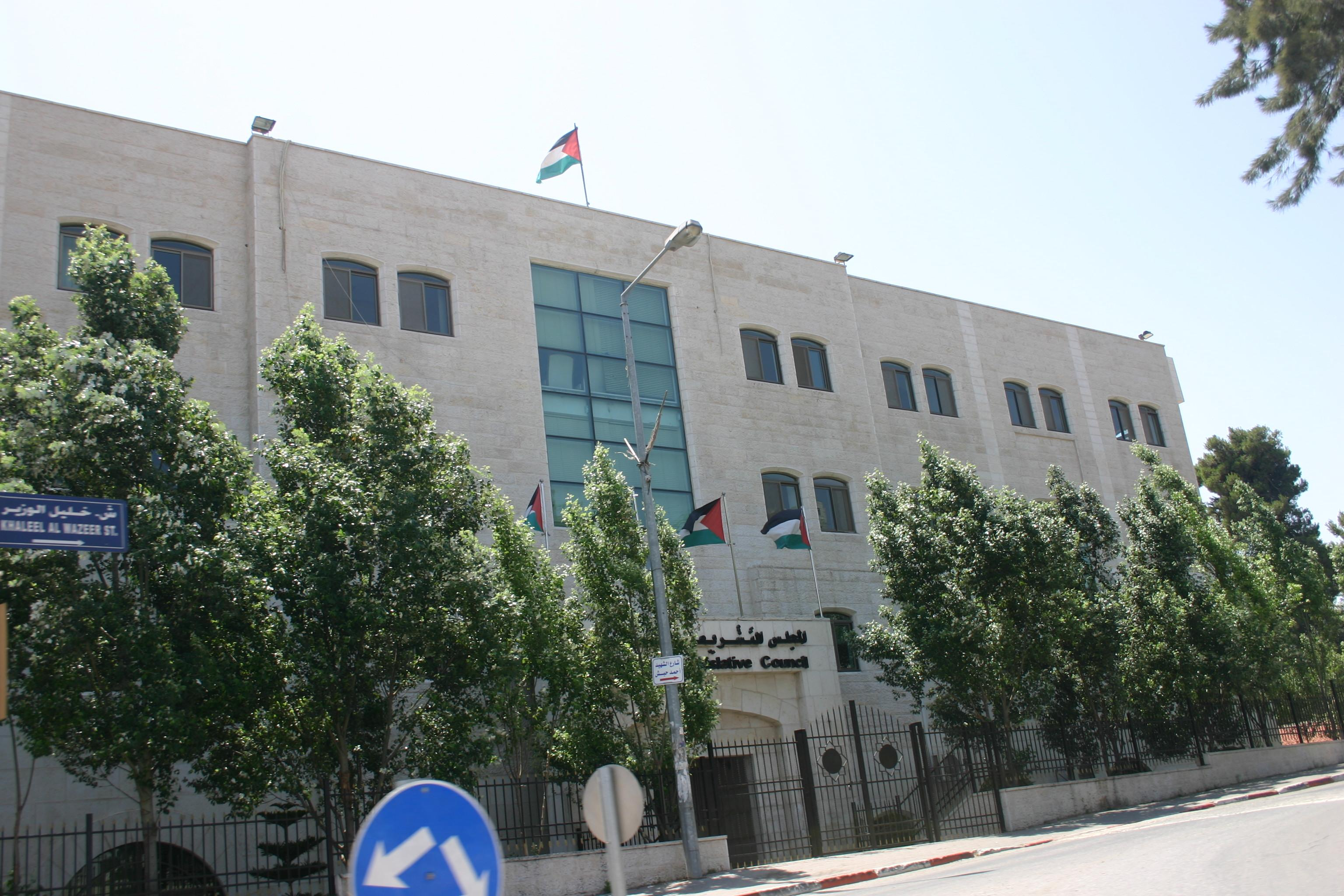
Sede del Consejo Legislativo de Palestina en Ramala.

#### Consejo Legislativo Palestino
El Consejo Legislativo Palestino es el órgano legislativo de Palestina. Es un parlamento unicameral de 132 representantes elegidos para cuatro años. La mitad son elegidos a nivel nacional por listas y por votación proporcional, y la otra mitad a nivel regional por votación mayoritaria uninominal. Para la elección de los diputados regionales, el territorio palestino está dividido en 16 circunscripciones electorales, 5 en la Franja de Gaza y 11 en Cisjordania. El Consejo Legislativo tiene que aprobar por mayoría el presupuesto del Estado y vigila las acciones del poder ejecutivo. Desde 2006, el presidente del parlamento palestino es Mahmoud Abbas, que asume también los cargos de Presidente del Estado de Palestina (hasta enero de 2013 Presidente de la Autoridad Nacional Palestina), y Presidente del Comité Ejecutivo de la OLP. Pertenece al partido socialista y nacionalista Fatah.

#### Presidencia y Consejo de Ministros
El poder ejecutivo se compone del Presidente de Palestina y de su gobierno, el Consejo de Ministros. El presidente es elegido por sufragio universal directo para un mandato de cuatro años. Preside el Consejo de Ministros, promulga las leyes y nombra al primer ministro a propuesta del partido que ha obtenido el mayor número de escaños en el Parlamento. De 2007 a abril de 2013, el primer ministro palestino fue Salam Fayyad, líder del partido Tercera Vía. Tras su dimisión, Mahmud Abbas eligió en junio de 2013 a Rami Hamdallah, un académico independiente, para sucederle en el cargo. Actualmente Mohammad Mustafa se desempeña como primer ministro.

### Fuerzas de seguridad
Los Servicios de Seguridad Palestinos (PSS; en árabe: خدمات الأمن الفلسطينية‎) son las fuerzas armadas y las agencias de inteligencia del Estado de Palestina. Se componen de doce ramas, en particular las Fuerzas de Seguridad, la Policía Civil, la Guardia Presidencial y las Fuerzas de Seguridad Nacional. El presidente de la Autoridad Nacional Palestina es el comandante en jefe de las fuerzas palestinas.

### Conflicto entre Hamás y Fatah
Tras el alto el fuego de la Intifada de al-Aqsa logrado en la cumbre de Sharm el-Sheij de 2005, se organizaron en enero de 2006 las primeras elecciones generales palestinas desde 1996. Hamás, que había boicoteado las elecciones anteriores, consiguió la mayoría absoluta con 74 escaños frente a los 45 de Fatah. Ante la derrota, el primer ministro Ahmed Qurei dimitió y Hamás escogió a Ismail Haniya para sucederle. Fatah rechazó participar en el gobierno que se constituyó en el mes de marzo, pero tras meses de bloqueo político se anunció en septiembre la formación de un gobierno de unión nacional entre los dos partidos. Las negociaciones fracasaron y empezaron violentos enfrentamientos entre los militantes de Hamás y Fatah. Hamás acabó tomando el control militar y político de la Franja de Gaza en junio de 2007, y Mahmud Abbas nombró, con el apoyo de la comunidad internacional, un nuevo gobierno cuya autoridad real se extiende solo a Cisjordania. Desde 2007 el partido islámico Hamás, vinculado a los Hermanos Musulmanes, gobierna el territorio de la Franja de Gaza.
El 4 de mayo de 2011 se alcanzó un acuerdo político de reconciliación nacional entre Fatah y Hamás que implicaba la formación de un gobierno conjunto y la preparación de elecciones parlamentarias y presidenciales en ocho meses, pero no se pudo llevar a cabo porque Hamás, que gobernaba en la Franja de Gaza, pidió que concluyesen las conversaciones de reconciliación antes de llevar a cabo las elecciones. Un nuevo intento de reconciliación se formalizó en Doha en 2012, sin que llegara a aplicarse.
Finalmente, tras años de negociaciones y rupturas sucesivas entre ambas partes, se logró un acuerdo de reconciliación el 23 de abril de 2014 que dio paso, el 2 de junio de 2014, a la formación de un gobierno de unidad presidido por Mahmud Abbas y compuesto por 17 ministros designados por ambos grupos. Los tres ministros residentes en la Franja de Gaza no pudieron asistir a la toma de posesión en Ramala porque Israel no les autorizó a salir. Abbas declaró que el nuevo gobierno reconocía al Estado de Israel y mantenía su compromiso de buscar un acuerdo de paz al conflicto con Israel. Se dio también seis meses de plazo para convocar nuevas elecciones presidenciales y legislativas.
El Departamento de Estado de los Estados Unidos aseguró que estaba «dispuesto a trabajar con el nuevo Gobierno, siempre que respete los principios reiterados por Abbas». En respuesta al acuerdo con Hamás y antes de que acabase el plazo de nueve meses que las partes habían fijado para redactar un borrador de acuerdo de paz, el jefe del ejecutivo israelí, Benjamin Netanyahu, interrumpió las negociaciones de paz que se mantenían con los palestinos bajo los auspicios de los Estados Unidos.

## Organización territorial

Mapa mostrando el territorio controlado de facto por autoridades palestinas en rojo.

La organización territorial actual del Estado de Palestina fue implantada a raíz de los acuerdos de Oslo de 1994. Aquel año la ANP creó el Ministerio de Gobierno Local (Ministry of Local Government) que en 1995 estructuró el primer nivel de la administración territorial del país en 16 gobernaciones, 11 en Cisjordania y 5 en la Franja de Gaza.
Posteriormente, la Ley sobre el Gobierno Local (Law on Local Government) de 1997 reorganizó las administraciones municipales que aún funcionaban según antiguas leyes inspiradas en las administraciones otomanas, egipcias, británicas y jordanas. En función de su peso demográfico, se crearon dos tipos de administraciones locales, los municipios (municipalities) y los pueblos (village councils), que cuentan menos de 1000 habitantes. Los municipios se clasifican a su vez en municipios de tipo A, B, C o D según su población. En el siglo XXI, la Oficina Central de Estadísticas de Palestina (PCBS) contabiliza 121 municipios (96 en Cisjordania y 25 en la Franja de Gaza) y 335 pueblos. Casi todos los pueblos están situados en Cisjordania, donde la población es atomizada en localidades relativamente pequeñas, y casi ninguno en la Franja de Gaza debido a su alta densidad de población.

La ley de 1997 sobre administración local excluye los campos de refugiados de la jurisdicción del Ministerio de Gobierno Local. Dependen directamente de la Agencia de Naciones Unidas para los Refugiados de Palestina en Oriente Próximo (UNRWA), si bien ésta solo se encarga de suministrar servicios en materia de sanidad y educación. Para otros tipos de servicios, como el suministro en agua o electricidad, las responsabilidades son confusas y se gestionan conjuntamente con los municipios, lo que da lugar a diversas situaciones según el lugar. 

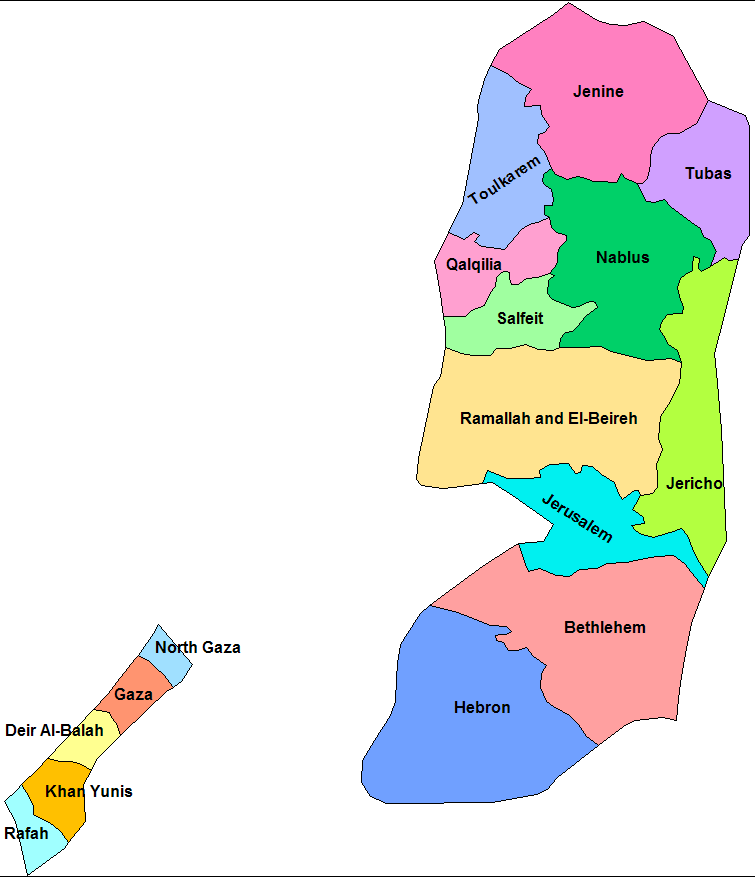
Gobernaciones del Estado de Palestina.

### Gobernaciones

#### Cisjordania
| Nombre                           | Población (2007) | Área (km²). |
| -------------------------------- | ---------------- | ----------- |
| Gobernación de Yenín             | 269.301          | 581         |
| Gobernación de Tubas             | 49.615           | 372         |
| Gobernación de Tulkarem          | 177.694          | 239         |
| Gobernación de Nablus            | 345.847          | 592         |
| Gobernación de Kalkilia          | 100.753          | 164         |
| Gobernación de Salfit            | 66.136           | 191         |
| Gobernación de Ramala y Al-Bireh | 300.328          | 844         |
| Gobernación de Jericó            | 44.961           | 608         |
| Gobernación de Jerusalén         | 415.942          | 344         |
| Gobernación de Belén             | 185.572          | 644         |
| Gobernación de Hebrón            | 560.898          | 1060        |
| Total                            | 2 517 047        | 5640        |

#### Franja de Gaza
| Nombre                        | Población (2007) | Área (km²). |
| ----------------------------- | ---------------- | ----------- |
| Gobernación de Gaza del Norte | 290.843          | 61          |
| Gobernación de Gaza           | 524.001          | 70          |
| Gobernación de Deir el-Balah  | 216.494          | 56          |
| Gobernación de Jan Yunis      | 290.399          | 108         |
| Gobernación de Rafah          | 177.632          | 65          |
| Total                         | 1 499 369        | 360         |

## Medios de comunicación
Los medios de comunicación en Palestina son un tema de diversas controversias, debido a que muchas de estas son presuntamente controladas por facciones de Palestina (por ejemplo, los grupos armados Hamás y Fatah), lo que según agencias, dificulta una verdadera libertad de expresión y libertad de prensa.

### Televisión
La televisión palestina en general, tiene programación generalista, con programas culturales, informativos, políticos, etc.
Entre los canales de televisión palestinos se encuentran:
- Canal Satelital Palestino
- Ma'an TV
- Al-Quds TV
- Al-Aqsa TV
- Palestina TV
- Musawa
- Belén TV

### Radio
La radio palestina por lo general suele tener programación cultural e informativa.
Entre las estaciones de radio palestinos se encuentran:
- Voz de Palestina

### Periódicos, revistas y agencias
Existe una gran variedad de periódicos y revistas en palestina, ya sea que los publiquen físicamente como en internet; y hay una considerable variedad de agencias de noticias palestinas.
Entre los periódicos, revistas y agencias de noticias palestinos se encuentran:
- Ma'an News Agency
- Gaza Weekly Newspaper
- Palestine–Israel Journal
- Al-Quds
- Al-Hayat al-Jadida
- Filistin Ashabab
- Al-Ayyam
- Quds News Network
- Al-Hadaf
- Ramattan
- Felesteen
- Al-Hurriya
- The Jerusalem Times
- Al-Quds Al-Arabi
- WAFA

### Críticas y denuncias
Los medios de comunicación en Palestina son sujetos a diversas críticas y denuncias, debido a la guerra social-política entre Israel y Palestina.
El 12 de octubre de 2000, poco después de los hechos de la Segunda Intifada la Fuerza Aérea Israelí detuvo la transmisión de la emisora Voz de Palestina, destruyendo el equipo de transmisión de onda media.
En julio de 2007, cuando Hamás consiguió el poder de facto en la Franja de Gaza, Ma'an News Agency declaró que su editor jefe había recibido "amenazas directas" de Hamás en las que afirmaban que llevarían a cabo una "campaña de difamación" contra Ma'an a menos que cesasen sus críticas contra el movimiento Hamás.
En mayo de 2021, en la Franja de Gaza, Palestina; el gobierno de Israel bombardeó un edificio el cual era sede de las agencias de noticias estadounidense Associated Press y de la cadena de televisión catarí Al Jazeera.

## Geografía

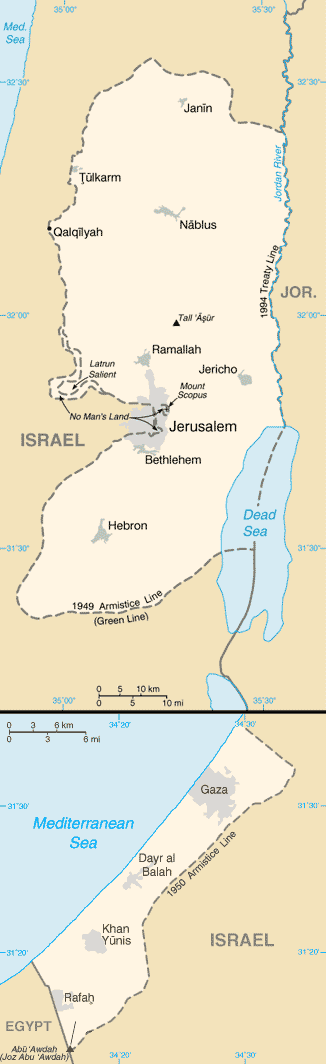
Mapa de Palestina. Arriba, Cisjordania; abajo, la Franja de Gaza.

El Estado de Palestina se divide en dos grandes regiones: Cisjordania y la Franja de Gaza. En general, ambas regiones se encuentran en una zona desértica entre Asia, África y el Mar Mediterráneo, cuya situación favorece la variedad de climas en tan reducido espacio. Las zonas costeras tienen un típico clima mediterráneo con inviernos templados y húmedos y veranos muy calurosos y secos. En buena parte de Cisjordania el clima mediterráneo está más continentalizado, con escasas precipitaciones y mucha diferencia térmica entre las estaciones.

### Cisjordania
Es la parte del país de mayor tamaño y en ella se encuentra la capital y el gobierno. Sus límites serían por el este el río Jordán y el mar Muerto y por el oeste la llamada Línea Verde que la separaba del estado de Israel. La capital de la región es Jerusalén Este, aunque la sede del gobierno se encuentra en Ramala. Su mayor frontera es con Israel, con 307 kilómetros terrestres.
Su punto más bajo es el Mar Muerto con -408 metros, constituye una de las áreas más deprimidas de Oriente Próximo. Por el contrario, su punto más alto es el monte Tall Asur, con 1022 metros de altitud sobre el nivel del mar. En cuanto al aprovechamiento del medio, en Cisjordania la mayoría es terreno desértico improductivo, después le sigue un 18,97 % de terreno de campos y, aproximadamente tiene la misma proporción de campo arable y cultivable (16,9 %).

### Franja de Gaza
Es una estrecha franja de tierra situada en el Oriente Próximo, al suroeste de Israel y al noreste de la península del Sinaí de Egipto. Tiene 11 km de frontera con Egipto, en la ciudad de Rafah, y 51 km de frontera con Israel; también tiene 40 km de costa en el Mediterráneo. La Franja de Gaza está formada por cinco provincias: del Norte, Gaza, Deir Al-Balah, Khan Younes y Rafah.
Este pequeño territorio goza de un clima templado debido a la influencia marítima del Mar Mediterráneo, que le confiere el clima mediterráneo como único del territorio. Presenta un terreno plano con dunas cerca de la costa, siendo su punto más alto Abu 'Awdah (Joz Abu 'Auda), con 105 metros sobre el nivel del mar.

## Economía

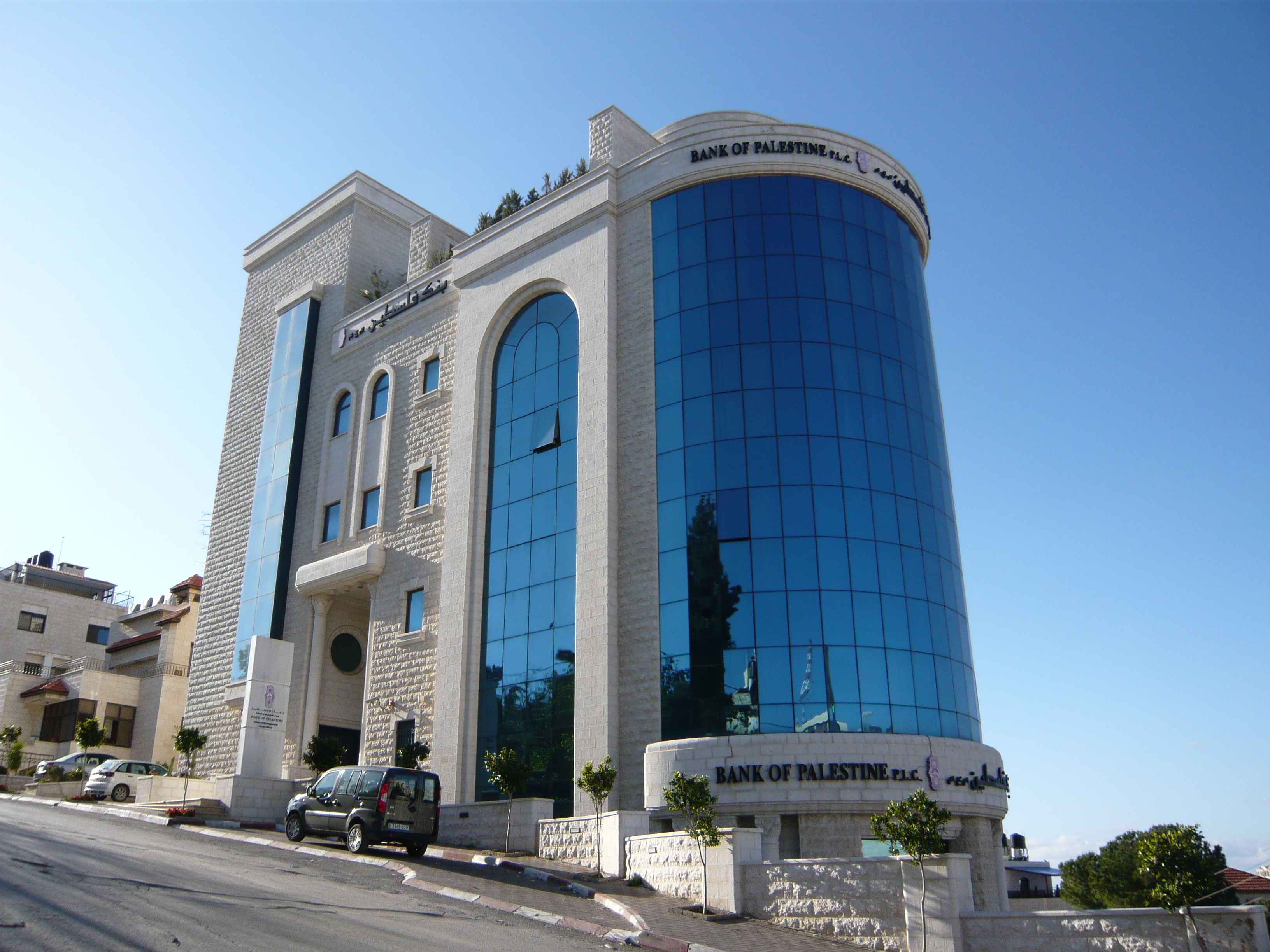
El Banco de Palestina en Ramala.

El PIB per cápita en Palestina aumentó un 7 % al año en promedio de 1968 a 1980, pero se redujo durante la década de 1980.
Las condiciones económicas en Cisjordania y Gaza, en la que la actividad económica se rige por el "Protocolo Económico de París" de abril de 1994 entre Israel y la Autoridad Palestina, se deterioraron a principios de 1990.
Después de las elecciones legislativas de enero de 2006, ganadas por Hamás, el Cuarteto (con excepción de Rusia) cortó todos los fondos a la Autoridad Palestina dirigida por el primer ministro Ismail Haniyah (de Hamás).
Según el Banco Mundial en el primer semestre del año 2010, la economía palestina creció un 7 % pero dependiendo aún mucho de la ayuda extranjera. El desempleo descendió en Gaza del 45 % en 2008 al 39 % en 2009, y en Cisjordania descendió del 20 % en 2008 a 18 % en 2009.

## Demografía

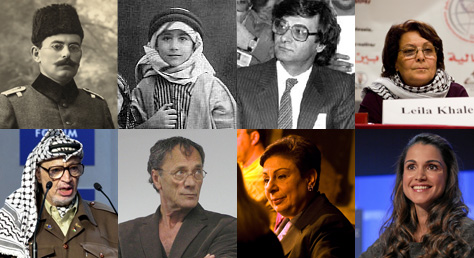
Ejemplos de palestinos notables: Tawfiq Canaan, Edward Said, Mahmoud Darwish, Leila Khaled, Yassir Arafat, Mohammad Bakri, Hanan Ashrawi, Rania de Jordania.

Según la Oficina Central de Estadísticas de Palestina (PCBS en sus siglas inglesas), el Estado de Palestina contaba con 5 354 656 ciudadanos a mediados de 2022, de los que 3 188 387 vivían en Cisjordania (con Jerusalén Este incluida) y 2 166 269 en la Franja de Gaza. Según estimaciones del CIA World Factbook de julio de 2022, la población palestina de la Franja de Gaza es de 1 997 328 habitantes, mientras que en Cisjordania viven 3 000 021 palestinos, a los que habría que añadir unos 432.000 colonos israelíes que viven en asentamientos en Cisjordania y aproximadamente 227.100 establecidos en asentamientos de Jerusalén Este (cifra de 2019).
De acuerdo a The Guardian (2008) Palestina tiene una de las poblaciones de mayor crecimiento demográfico en el mundo, con una cifra mayor al 30 % en la década de 2000. Hay 3,76 millones de palestinos en el Estado de Palestina, en comparación a los 2,89 millones que había en 1998.
De acuerdo a la Oficina del Censo de los Estados Unidos, el crecimiento demográfico entre 1995 y 2008 en Gaza y Cisjordania fue de 106 %, es decir, la población pasó de 1,9 millones (1990) a 3,9 millones de habitantes.
Según la Oficina Central de Estadísticas de Palestina (PCBS) la densidad de población en 2009 era de 654 h/km²; para Cisjordania eran 433 h/km² y para la Franja de Gaza 4073 h/km². A mediados de 2009 el porcentaje de la población menor de 15 años era de 41,9 %, y para los mayores de 65 años fue de solo 3 %.

### Diáspora palestina
Aunque la mayor comunidad de palestinos se encuentra en territorios que formaron parte del Mandato Británico de Palestina, más de la mitad de los palestinos vive en otros lugares como refugiados o emigrantes. La ausencia de censos hace muy difícil establecer datos de población. Pese a ello, a finales de 2015, la PCBS cifraba en 12,37 millones el número de palestinos viviendo tanto en la Palestina histórica como en la diáspora. Los datos actuales de población palestina son los siguientes:
| País                   | Población palestina |
| ---------------------- | ------------------- |
| Palestina              | 3 935 249           |
| Jordania               | 3 000 000           |
| Israel                 | 1 231 061           |
| Siria                  | 630.035             |
| Líbano                 | 504.376             |
| Chile                  | 300.000-400.000     |
| Egipto                 | 50.000 - 71.000     |
| Kuwait                 | 360.000             |
| Catar                  | 301.000             |
| Arabia Saudí           | 240.000-407.000     |
| Emiratos Árabes Unidos | 92.000              |
| Estados Unidos         | 85.186              |
| Libia                  | 60.000              |
| Eritrea                | 38.000              |
| Canadá                 | 31.245              |
| Yemen                  | 30.000              |
| Honduras               | 27.000              |
| Francia                | 25.000              |
| Reino Unido            | 20.000              |
| Dinamarca              | 20.000              |
| México                 | 13.000              |
| Colombia               | 12.000              |
| Perú                   | 12.000              |
| Irak                   | 10.000 - 20.000     |
| Panamá                 | 8100                |
| Guatemala              | 1800                |
| Argentina              | 1100                |

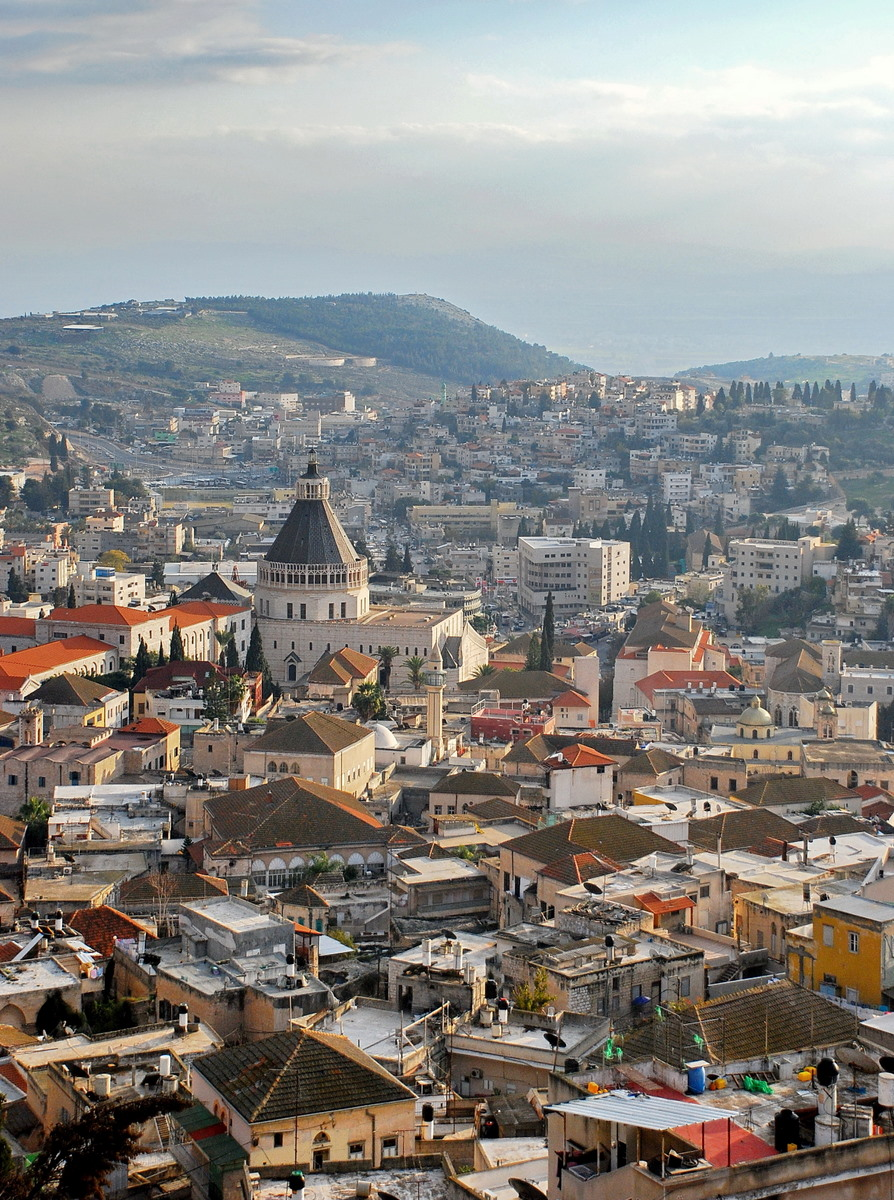
Nazaret, la mayor ciudad palestina de Israel.

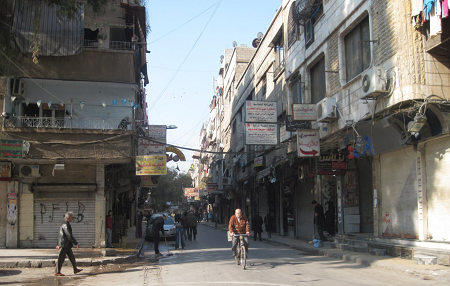
Campo de refugiados palestinos de Yarmouk, en Siria.

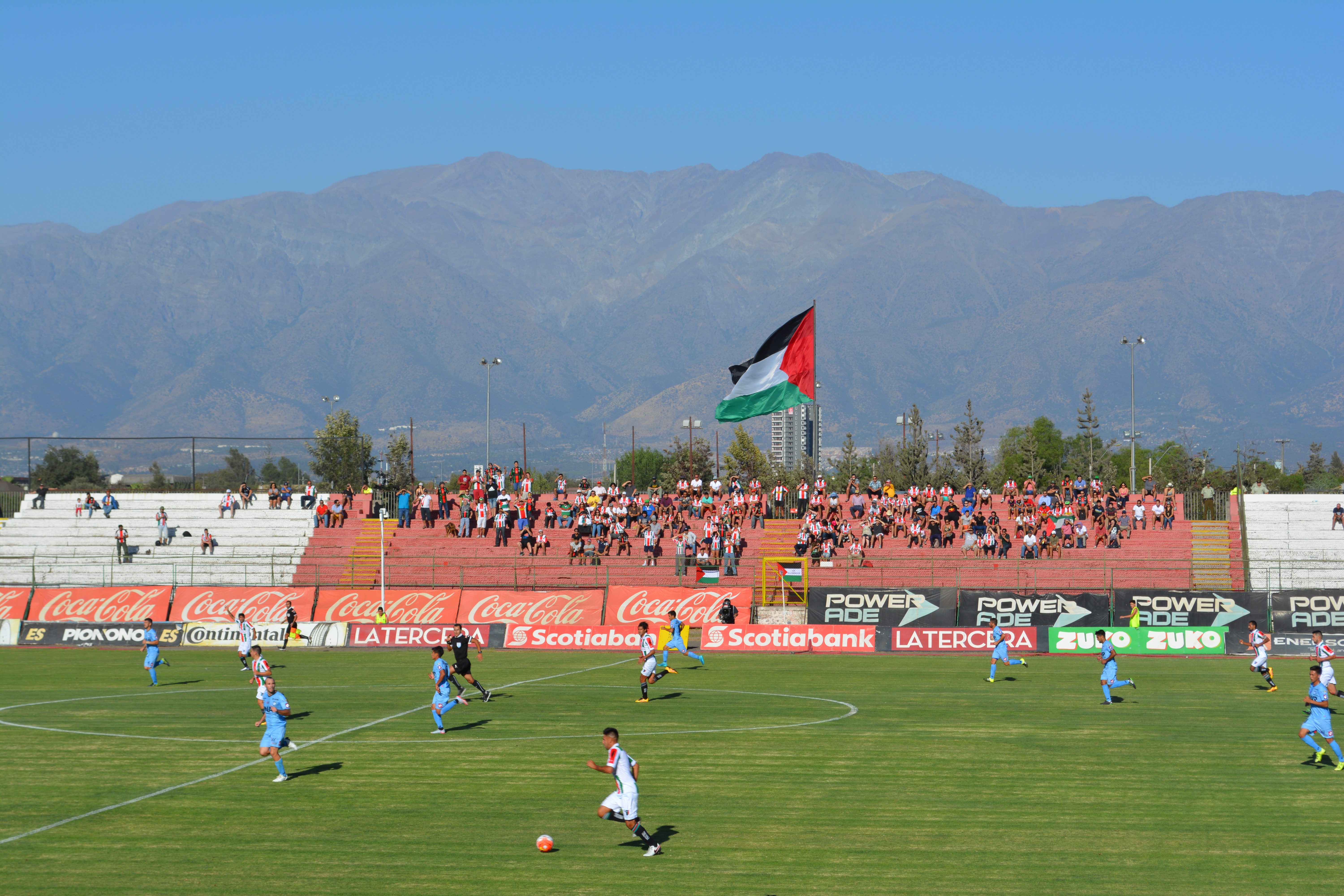
Partido de fútbol entre Club Deportivo Palestino e Iquique en Chile, con la bandera palestina ondeando al fondo.

Es posible que la población palestina de Jerusalén Este, estimada en más de 300.000, haya sido contada tanto como parte de "Estado de Palestina" como de "Israel", creando por tanto una duplicación. En Jordania, actualmente no hay datos de censos oficiales sobre cuántos de sus habitantes son palestinos. Las estimaciones varían entre el 50 % y el 80 %. Algunos investigadores políticos atribuyen esto a la política jordana de no aumentar la brecha entre los dos grupos principales de población del país: los beduinos originales (que ostentan la mayoría de los cargos de la administración) y los palestinos (que son predominantes en la economía).

### Principales ciudades

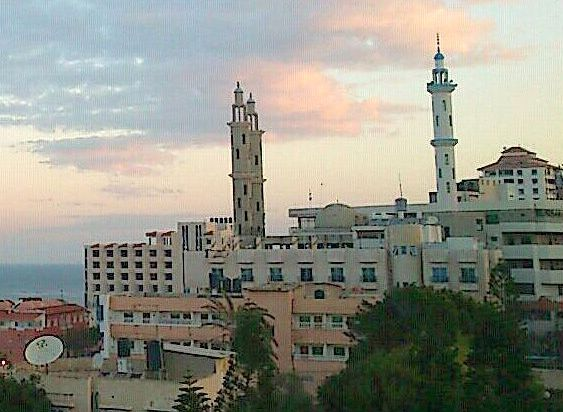
Skyline de Gaza cercano a la costa, la ciudad más poblada de Palestina.

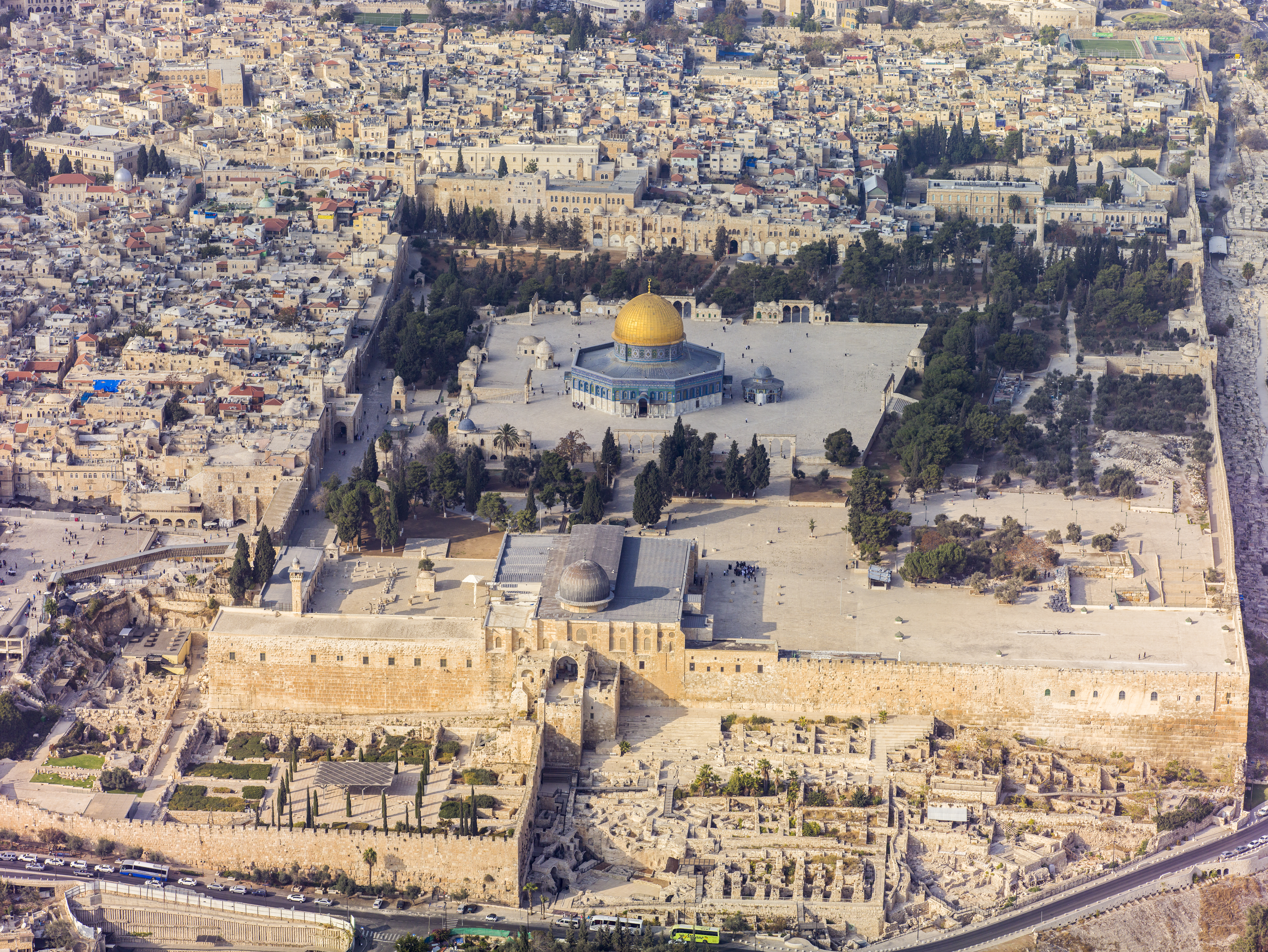
Vista aérea de la Explanada de las Mezquitas, en Jerusalén Este, segunda ciudad más poblada de Palestina.

Según una estimación demográfica realizada por la Oficina Central de Estadísticas de Palestina, las ciudades más pobladas del Estado de Palestina son, a fecha de 2016ː
| Posición | Ciudad                  | Gobernación                      | Región         | Población |
| -------- | ----------------------- | -------------------------------- | -------------- | --------- |
| 1        | Gaza                    | Gobernación de Gaza              | Franja de Gaza | 583.870   |
| 2        | Jerusalén Este          | Gobernación de Jerusalén         | Cisjordania    | 262.683   |
| 3        | Hebrón                  | Gobernación de Hebrón            | Cisjordania    | 215.452   |
| 4        | Jan Yunis               | Gobernación de Jan Yunis         | Franja de Gaza | 185.250   |
| 5        | Campamento de Jabalia   | Gobernación de Gaza del Norte    | Franja de Gaza | 171.642   |
| 6        | Rafah                   | Gobernación de Rafah             | Franja de Gaza | 164.000   |
| 7        | Nablus                  | Gobernación de Nablus            | Cisjordania    | 153.061   |
| 8        | Beit Lahia              | Gobernación de Gaza del Norte    | Franja de Gaza | 89.949    |
| 9        | Deir al Balah           | Gobernación de Deir al Balah     | Franja de Gaza | 72.409    |
| 10       | Yatta                   | Gobernación de Hebrón            | Cisjordania    | 64.277    |
| 11       | Tulkarem                | Gobernación de Tulkarem          | Cisjordania    | 60.173    |
| 12       | Jabalia                 | Gobernación de Gaza del Norte    | Franja de Gaza | 58.517    |
| 13       | Beit Hanun              | Gobernación de Gaza del Norte    | Franja de Gaza | 53.094    |
| 14       | Kalkilia                | Gobernación de Kalkilia          | Cisjordania    | 51.969    |
| 15       | Campamento de Jan Yunis | Gobernación de Jan Yunis         | Franja de Gaza | 48.969    |
| 16       | Al Bireh                | Gobernación de Ramala y Al Bireh | Cisjordania    | 48.887    |
| 17       | Yenín                   | Gobernación de Yenín             | Cisjordania    | 49.479    |
| 18       | Nuseirat                | Gobernación de Deir al Balah     | Franja de Gaza | 48.769    |
| 19       | Campamento de Rafah     | Gobernación de Rafah             | Franja de Gaza | 46.541    |
| 20       | Campamento de Shati     | Gobernación de Gaza              | Franja de Gaza | 45.033    |
| 21       | Bani Suheila            | Gobernación de Jan Yunis         | Franja de Gaza | 41.174    |
| 22       | Ad-Dahiriya             | Gobernación de Hebrón            | Cisjordania    | 38.002    |
| 23       | Campamento de Nuseirat  | Gobernación de Deir al Balah     | Franja de Gaza | 37.366    |
| 24       | Dura                    | Gobernación de Hebrón            | Cisjordania    | 37.331    |
| 25       | Ramala                  | Gobernación de Ramala y Al Bireh | Cisjordania    | 35.140    |
| 26       | Campamento de Bureij    | Gobernación de Deir al Balah     | Franja de Gaza | 31.932    |
| 27       | Belén                   | Gobernación de Belén             | Cisjordania    | 31.799    |

### Idioma
El árabe es el idioma oficial establecido por la Ley Básica Palestina. El árabe palestino es la lengua vernácula. El hebreo y el inglés también son hablados ampliamente. Los colonos establecidos en los asentamientos israelíes, 16,1 % de la población de Palestina, tienen el hebreo como su lengua materna, además de que es el segundo o tercer idioma para muchos palestinos.

### Salud
Palestina tiene una red de hospitales tanto públicos como privados distribuidos por todo el territorio, con una mayor concentración de hospitales en las ciudades principales de Gaza, Hebrón, Jerusalén y Nablus.

## Religión
La religión mayoritaria es el islam sunita, seguida por el 93 % de los palestinos; los cristianos son el segundo mayor grupo, representando cerca del 3 %, mayormente católicos y ortodoxos. Al igual que otros países laicos del Medio Oriente, como Siria y Líbano, cristianos y musulmanes tienen muy buenas relaciones de respeto y fraternidad basadas en su orgullo nacional y cultura. La situación de conflicto con Israel ha fomentado la unidad nacional en este sentido. Además, hay un pequeño porcentaje de practicantes del judaísmo, particularmente los samaritanos de Naplusa y algunas pequeñas comunidades de judíos asquenazíes ultraortodoxos vinculados al movimiento Neturei Karta que aún prefieren identificarse como palestinos. Otras comunidades religiosas más pequeñas existentes entre los palestinos son los drusos, los ahmadíes, los baháis y algunos ateos o agnósticos.
Existen otros grupos religiosos que tienen delegaciones religiosas en Palestina por ser un lugar con tantos sitios sagrados para diferentes religiones. Algunos de estos grupos son: cristianos ortodoxos, maronitas y cristianos armenios, entre otros. A fecha de 2017, el conjunto de los cristianos sumaba unos 45.500 ciudadanos en Cisjordania, 12.900 en Jerusalén Este y 1.300 en la Franja de Gaza, aunque se da una fuerte emigración en esta comunidad.

## Educación
Según las estadísticas de 2005-06 del ministerio de Educación del gobierno palestino, Palestina dispone de 2276 establecimientos de enseñanza, con 31.001 aulas para 1 078 488 estudiantes, y un personal docente de 48.674 personas. Estos establecimientos se dividen en tres categorías:
- los que dependen del ministerio de Educación del gobierno palestino (70 %)
- los que dependen de la Agencia de Naciones Unidas para los Refugiados de Palestina en Oriente Próximo (UNRWA) (24 %)
- los que pertenecen al sector privado (6 %)

El grado de alfabetización en Palestina era de 96,3 % según un informe de 2014 del Programa de las Naciones Unidas para el Desarrollo, lo que representa un alto nivel comparado con la media mundial. La población de más de 15 años muestra diferencias de género, dado que 5,9 % de las mujeres son consideradas analfabetas frente a 1,6 % de los hombres. El analfabetismo de las mujeres bajó de 20,3 % en 1997 a menos de 6 % en 2014.

## Cultura

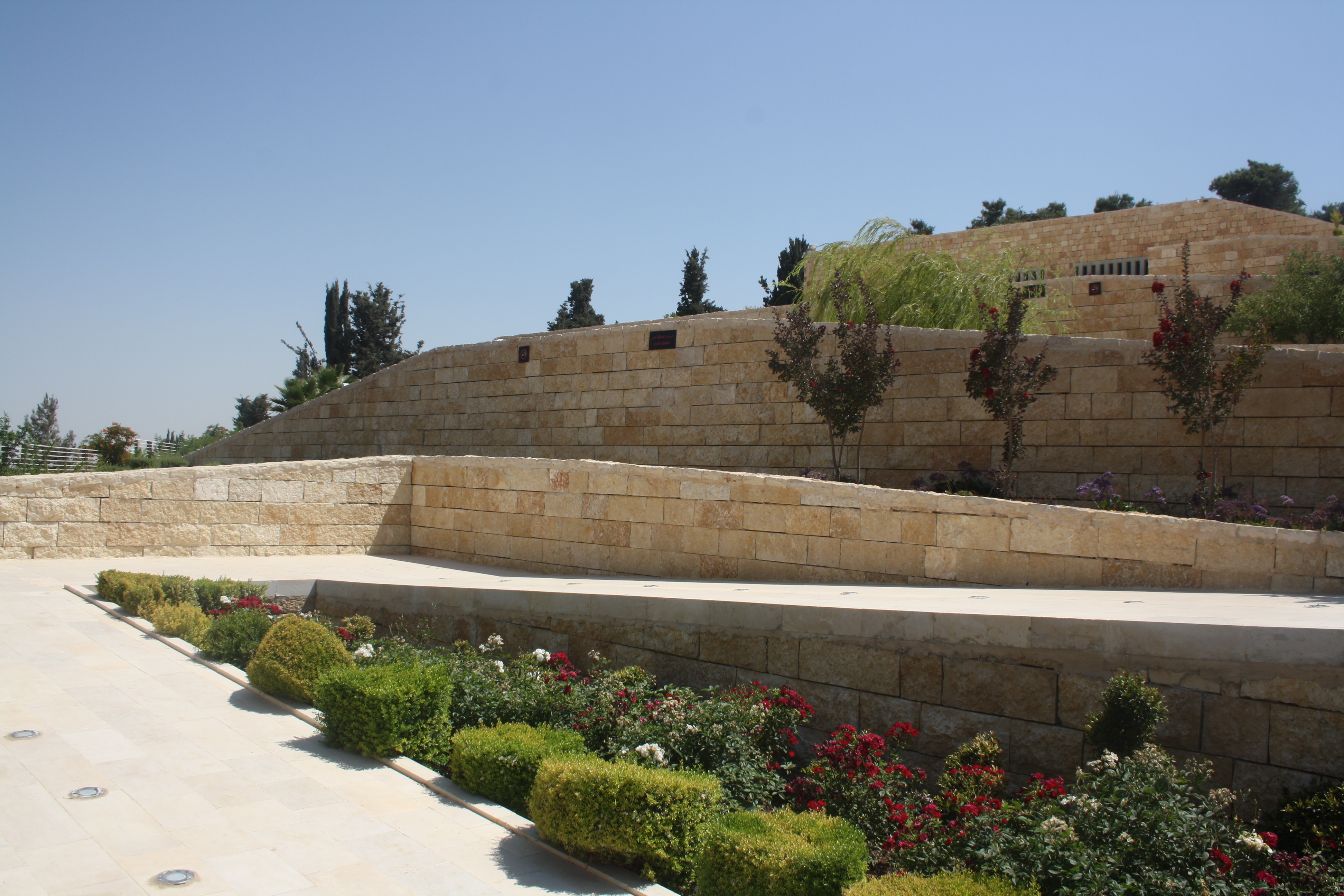
El Museo Mahmud Darwish en Ramala, que conmemora al poeta Mahmud Darwish, considerado el poeta nacional palestino.

La cultura palestina está influenciada por las diversas culturas y religiones que han existido en la Palestina histórica, desde el período cananeo temprano en adelante. Las contribuciones culturales en los campos del arte, la literatura, la música, la indumentaria y la cocina expresan la identidad palestina a pesar de la separación geográfica entre los territorios palestinos, los ciudadanos palestinos y la diáspora.
La cultura palestina consiste en tradiciones (leyendas, historia oral, proverbios, chistes, creencias populares), gastronomía, bailes y costumbres del pueblo palestino. El renacimiento folclórico entre los intelectuales palestinos como Nimr Sirhan, Musa Allush o Salim Mubayyid, y el énfasis en las raíces culturales preislámicas (y prehebraicas), reconstruyen la identidad palestina con un enfoque en las culturas cananea y jebusea. Tales esfuerzos parecen haber dado fruto, como se evidencia en la organización de celebraciones como el festival cananeo de Qabatiya y el festival anual de música de Yabus por el Ministerio de Cultura palestino.

### Arquitectura

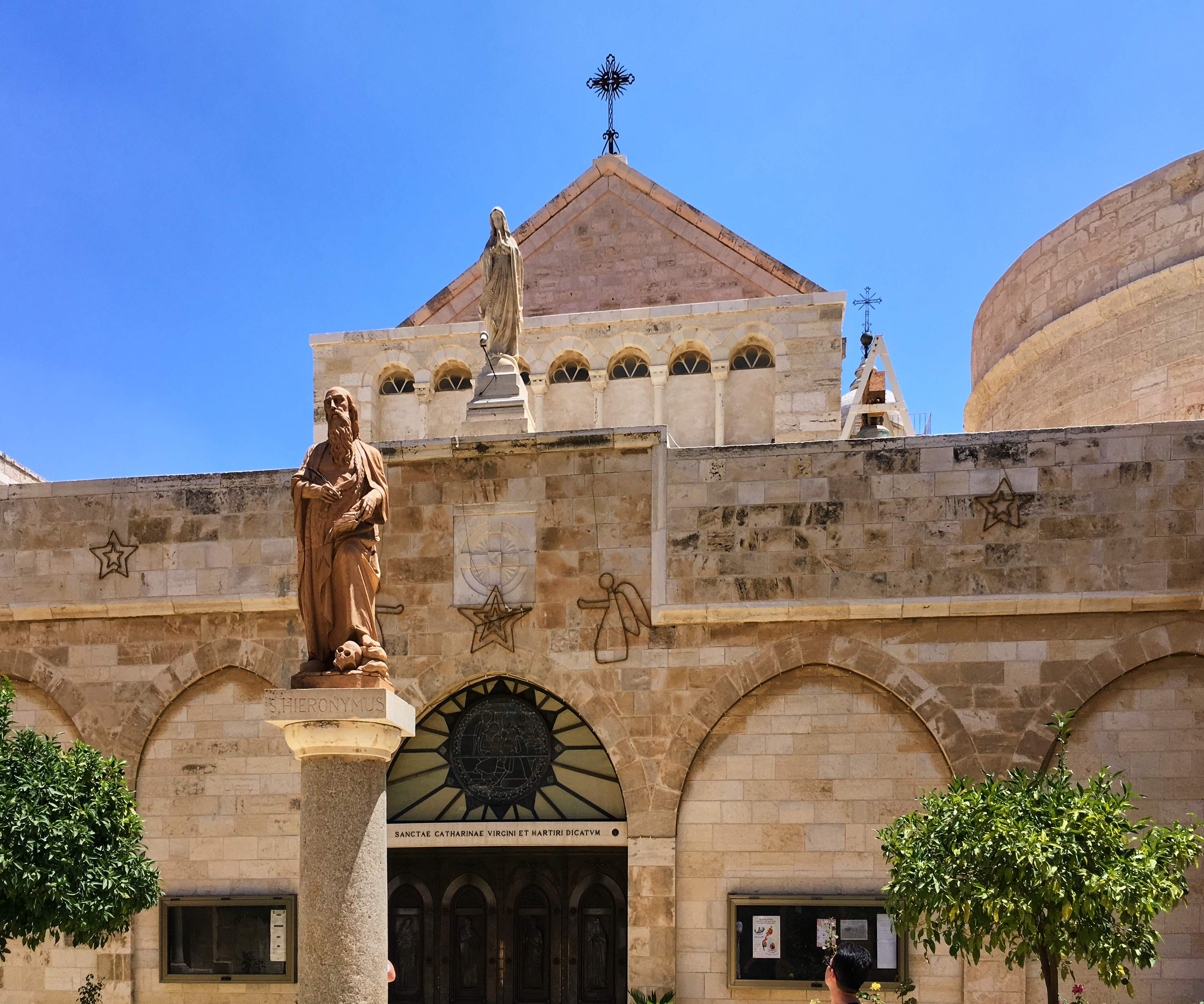
La Iglesia de Santa Catalina en la Basílica de la Natividad en Belén, patrimonio de la humanidad de la Unesco.

#### Patrimonio de la Humanidad
- Basílica de la Natividad en Belén
- Tumba de los Patriarcas en Hebrón

### Arte

#### Pintores palestinos
- Ismail Shammout

### Fiestas nacionales

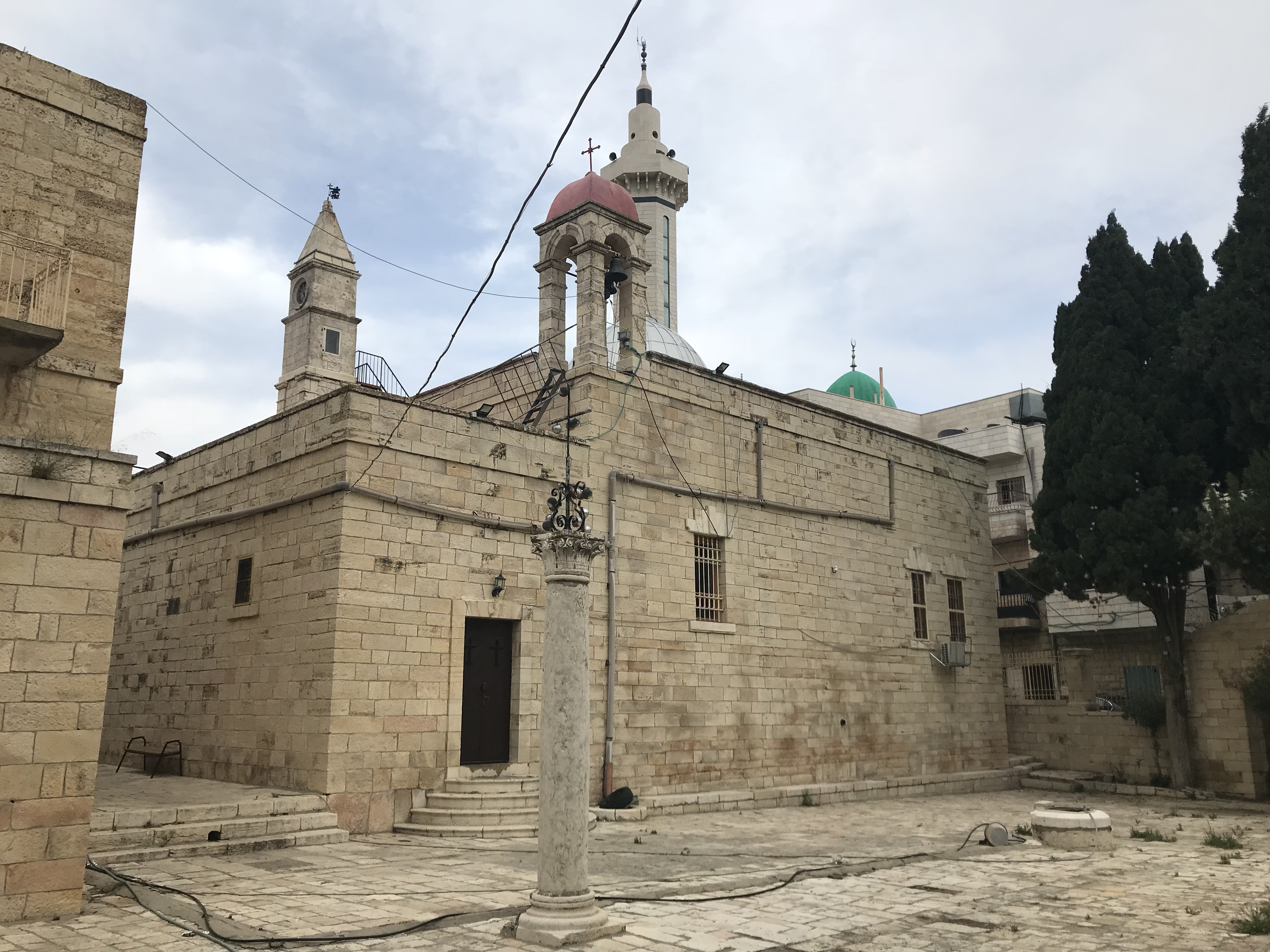
El monasterio de Al-Khader donde se celebra la Fiesta de San Jorge.

En Palestina, el día de descanso semanal es el viernes. Los días festivos oficiales son:
- 1 de Shawwal: Eid al-Fitr o Fin del Ramadán (3 días)
- 10 de Du l-hiyya: Eid al-Adha o Fiesta del cordero o del Sacrificio (4 días)
- 12 de Rabi' al-Awwal: Nacimiento del Profeta
- 1 de Muharram: víspera del año de la Hégira
- 27 de Rayab: Al Isra’e Wal Mi’eraj o viaje nocturno y ascensión de Mahoma
- 1 de enero: Día de la Revolución
- 15 de noviembre: Día de la Independencia
- 1 de mayo: Día del Trabajo
- 25 de diciembre: Navidad.

### Literatura

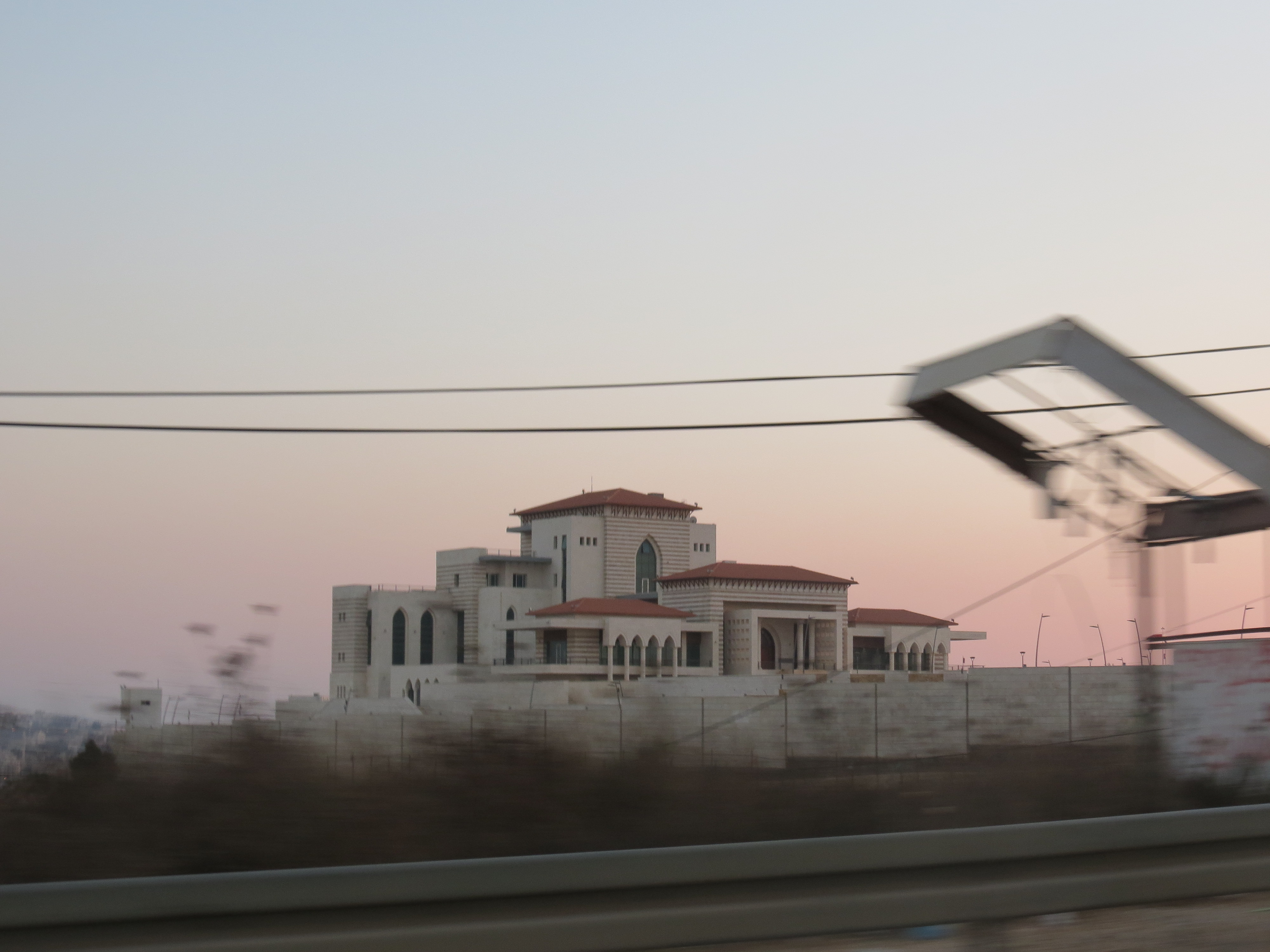
La Biblioteca Nacional de Palestina en Ramala, antes de su inauguración.

#### Escritores palestinos
- Suad Amiry
- Mahmud Darwish
- Imil Habibi
- Ghassan Kanafani
- Edward Said
- Ibrahim Souss

#### Poetas palestinos
- Samih al-Qasim
- Mahmud Darwish
- Jabra Ibrahim Jabra
- Tawfiq Ziyad

### Música

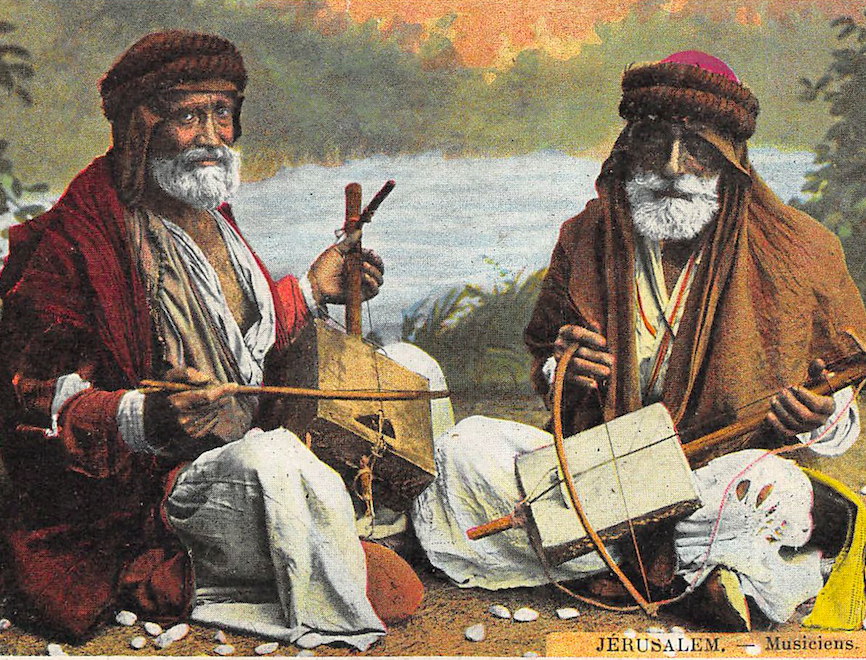
Músicos palestinos en Jerusalén a finales del.

Las canciones tradicionales palestinas no tienen letras fijas, sino un ritmo fijo, lo que permite la improvisación de letras de poesía folclórica. Una forma de este estilo de canto folclórico es Ataaba; consiste en 4 versos, siguiendo una forma y un compás específicos. La característica distintiva de ataaba es que los tres primeros versos terminan con la misma palabra que significa tres cosas diferentes, y el cuarto verso sirve como conclusión. El Ataaba se sigue interpretando en bodas y festivales en localidades árabes de Israel, Cisjordania y la Franja de Gaza.

## Deportes

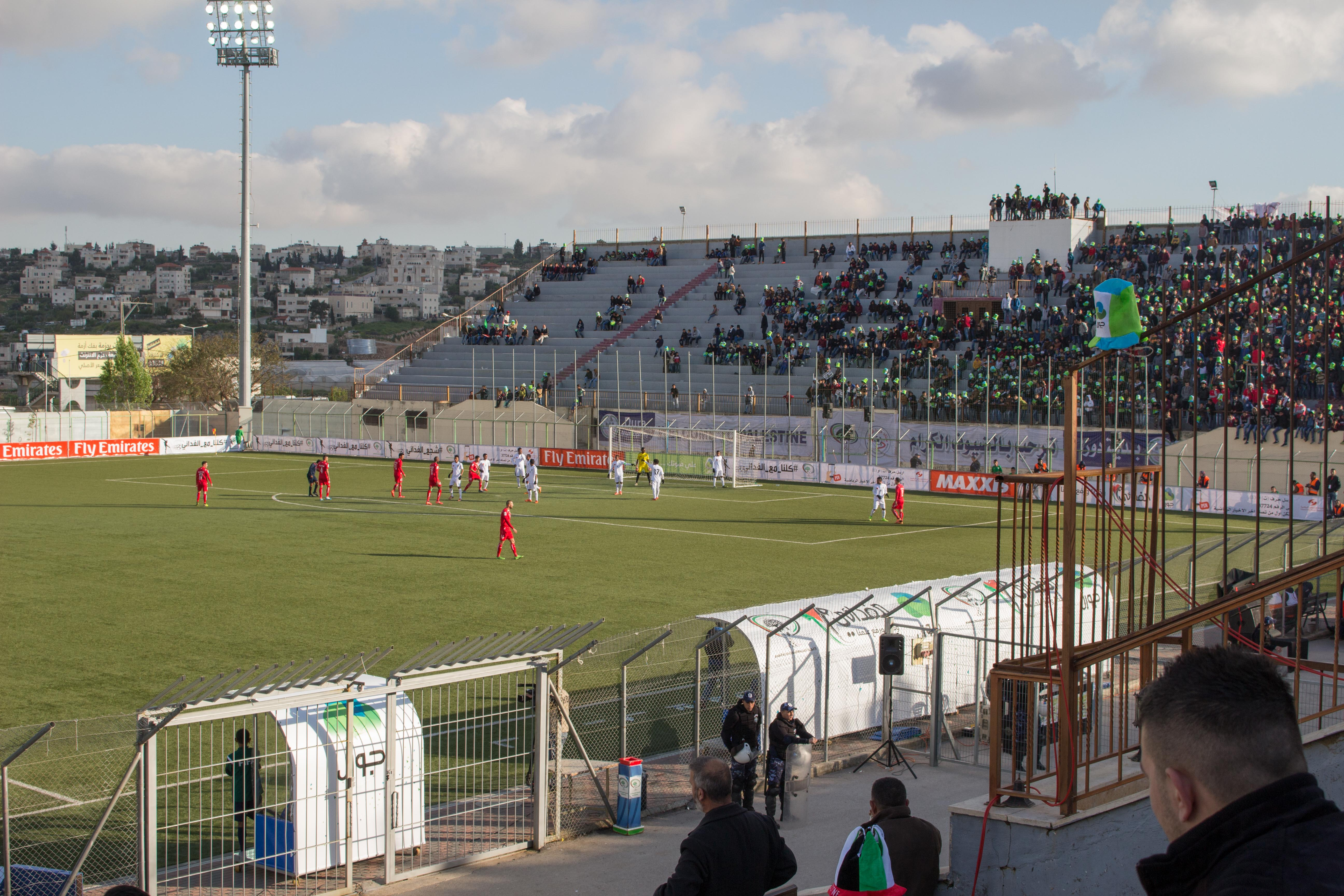
Partido internacional entre Palestina y Timor Oriental en Dura, Hebrón.

Como en la gran mayoría de países del mundo, el deporte es una de las principales aficiones de los palestinos. El fútbol está considerado el deporte nacional, disputándose actualmente dos ligas: la Liga Premier de Cisjordania y la Liga Premier de la Franja de Gaza. La selección de fútbol de Palestina es miembro de pleno derecho de la FIFA y está adscrita a la Confederación Asiática de Fútbol, ocupando en febrero de 2018 el puesto 73 del ranking FIFA en su sección masculina y 86 en la femenina. En el caso de la diáspora palestina, el club de fútbol más importante a nivel mundial es el Club Deportivo Palestino de Chile, con una amplia trayectoria en la primera división de dicho país y en torneos internacionales.
Otros deportes importantes en Palestina son el baloncesto (con su selección adscrita a FIBA Asia) o el rubgy (con equipos como los Beit Jala Lions o los Ramala Blue Snakes). Además, el Estado de Palestina es también miembro de pleno derecho del Comité Olímpico Internacional y ha participado en los seis últimos Juegos Olímpicos en deportes como la hípica, el atletismo, la natación, el judo o la maratón, si bien no ha ganado nunca una medalla olímpica. Sin embargo, ha ganado tres medallas (dos bronces y una plata) en los Juegos Paralímpicos.
Entre los deportistas de origen palestino con más reconocimiento a nivel internacional se encuentran el maestro internacional del ajedrez Christian Michel, los futbolistas Munas Dabbur y Beram Kayal, la lanzadora de jabalina Sofía Sakorafa y el jugador de fútbol americano Oday Aboushi.